# Внешняя политика Владимира Путина
Внешняя политика Владимира Путина — курс, который президент Российской Федерации проводит в отношении других стран. Ранее он уже занимал этот пост с 2000 по 2008 год, а в 2012 году вернулся к власти и с тех пор остается у руля.
В конце 2013 года российско-американские отношения были на самом низком уровне. Впервые с 1960 года Соединённые Штаты Америки отменили саммит после того, как президент России предоставил убежище Эдварду Сноудену. Вашингтон считает, что Россия действует как обструкционист в отношении Сирии, Ирана, Кубы и Венесуэлы. Эти страны, в свою очередь, надеются на поддержку России в противостоянии с Соединёнными Штатами. Некоторые страны Западной Европы, покупая российский газ, обеспокоены вмешательством России в дела Восточной Европы. Расширение НАТО и ЕС в сторону Восточной Европы идёт вразрез с интересами России, что подталкивает её к более активным действиям по влиянию и «русификации» этого региона, а также Кавказа и Центральной Азии.
В своих внешних отношениях Россия не только соседствует с другими странами, но и сталкивается с различными вызовами. Например, Индия, которая когда-то была близким союзником России и Советского Союза, в настоящее время укрепляет связи с Соединёнными Штатами, развивая более тесные ядерные и коммерческие отношения. Ещё один пример — отношения между Японией и Россией. Несмотря на многолетнюю историю сотрудничества, между этими странами по-прежнему существует спор о принадлежности Курильских островов, который возник после их аннексии Советским Союзом в конце Второй мировой войны. Этот спор во многом препятствовал развитию отношений между двумя странами на протяжении десятилетий. Китай недавно стал близким союзником России, несмотря на то, что в прошлом имел разногласия с бывшим Советским Союзом.
В 2014 году, когда НАТО приняло решение приостановить практическое сотрудничество с Россией, а все основные западные страны ввели санкции в ответ на российскую военную интервенцию на Украине, отношения между Россией и Западом начали приобретать враждебный характер, что создавало новые угрозы, как это было во времена Второй холодной войны.

## Отношения с НАТО и ее государствами-членами

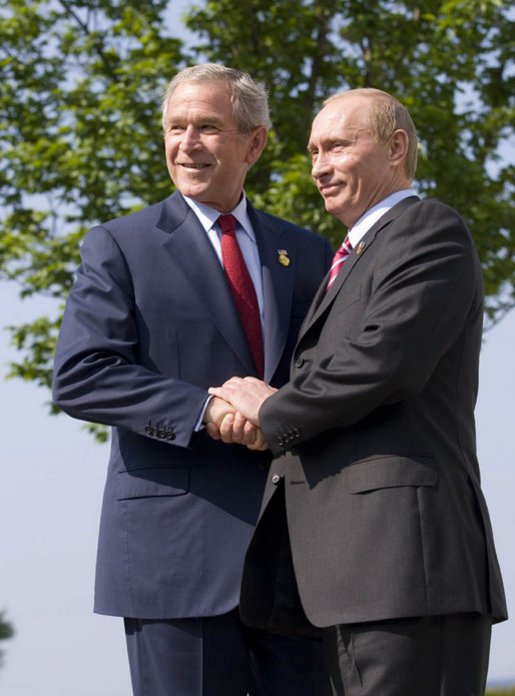
Встреча президентов США Джорджа У. Буша и России Владимира Путина на 33-м саммите «Большой восьмёрки», июнь 2007 года

После террористических актов 11 сентября президент Путин выразил поддержку США в борьбе с терроризмом. Это открыло новые горизонты для развития отношений с ведущей западной державой и НАТО. 13 декабря 2001 года президент Буш уведомил Россию о том, что США в одностороннем порядке выходят из Договора по противоракетной обороне. С точки зрения России, выход США из соглашения, которое гарантировало стратегическое равновесие между двумя странами, разрушили надежды на новое партнёрство. Россия была против расширения НАТО, которое произошло на саммите в Праге в 2002 году.
С 2003 года, когда Россия не поддержала войну в Ираке, и когда президент Путин начал всё больше отдаляться от Запада в своей внутренней и внешней политике, отношения между двумя сторонами оставались напряжёнными. В интервью с Михаэлем Штюрмером цитировались слова Путина о том, что есть три вопроса, которые больше всего беспокоят Россию и Восточную Европу: Политический статус Косово, Договор об обычных вооружённых силах в Европе и американские планы по строительству объектов противоракетной обороны в Польше и Чехии. Предполагалось, что все три вопроса каким-то образом связаны. По мнению президента Путина, если Запад пойдёт на уступки в одном из этих вопросов, Россия может последовать его примеру в другом.

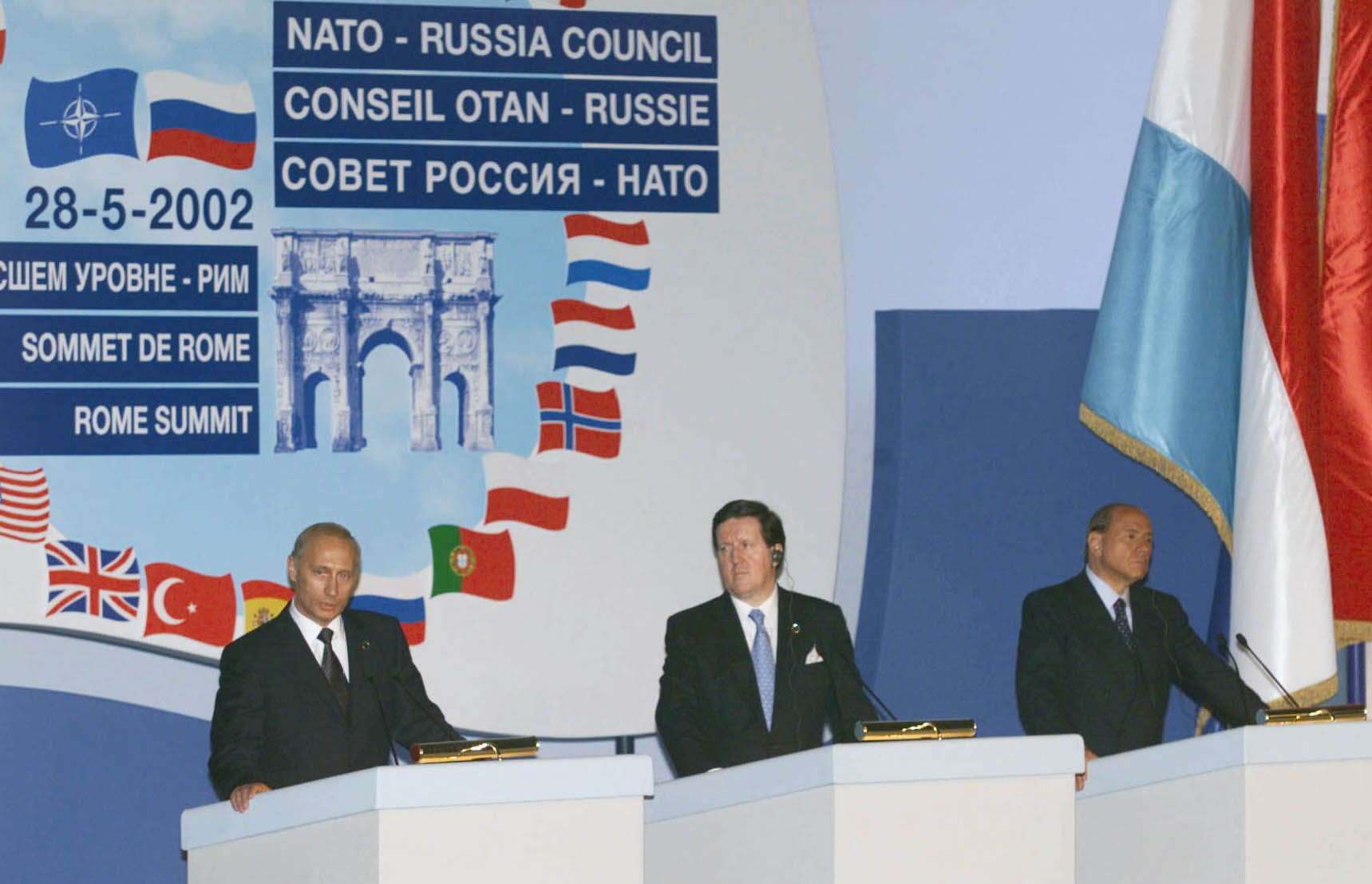
Путин, Берлускони и Генеральный секретарь НАТО Джордж Робертсон на саммите Россия-НАТО в Риме, Италия, 28 мая 2002 года

В феврале 2007 года, на ежегодной Мюнхенской конференции по безопасности, президент России Владимир Путин выступил с открытой критикой. Он осудил, как он выразился, "монополию" Соединенных Штатов в международных делах и их «почти неограниченное» использование силы. В своей речи, получившей название «Мюнхенская речь», Путин призвал к установлению «справедливого и демократического мирового порядка, который обеспечит безопасность и процветание не только для избранных, но и для всех». Однако некоторые участники встречи, в частности бывший госсекретарь НАТО Яап де Хооп Схеффер, встретили его выступление с критикой, назвав его «разочаровывающим и бесполезным».
Месяцы, последовавшие за мюнхенской речью Путина, были отмечены напряжённостью и усилением риторики по обе стороны Атлантики. Однако и российские, и американские официальные лица решительно отрицали возможность новой холодной войны. На Мюнхенской конференции, проходившей в то время, тогдашний министр обороны США Роберт Гейтс отметил:

Мы все сталкиваемся с множеством общих проблем и вызовов, которые можно решить только в партнёрстве с другими странами, включая Россию. Одной холодной войны было более чем достаточно».

4 июня 2007 года, накануне 33-го саммита «Большой восьмёрки», Владимир Путин сказал:

Мы не стремимся к конфронтации, мы настроены на диалог. Но этот диалог должен основываться на принципе равенства интересов обеих сторон».

В июне 2007 года, отвечая на вопрос о возможности концентрации российских ядерных сил на европейских объектах в случае дальнейшего укрепления стратегического щита США в Польше и Чехии, Владимир Путин высказал следующее:

Если часть ядерного потенциала Соединенных Штатов будет размещена в Европе и если наши военные эксперты посчитают, что это представляет потенциальную угрозу, нам придется принять соответствующие ответные меры. Какие именно меры? Конечно, у нас должны появиться новые цели в Европе.

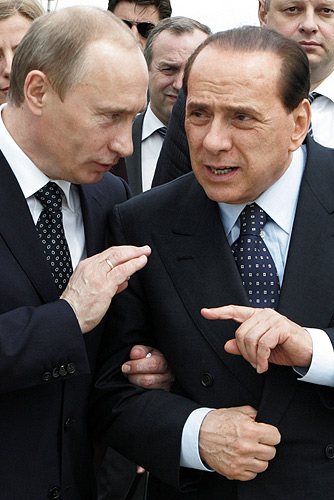
Встреча Путина с премьер-министром Италии Сильвио Берлускони в 2008 году

Путин продолжал открыто высказываться против размещения американской системы противоракетной обороны в Европе. 7 июня 2007 года он представил президенту Джорджу У. Бушу альтернативное предложение. Вместо создания новой системы в Чехии, он предложил использовать радиолокационную станцию советских времён, расположенную в Азербайджане. Владимир Путин выразил готовность модернизировать Габалинскую радиолокационную станцию, которая функционирует с 1986 года. По его мнению, это позволило бы избежать необходимости размещения ракет-перехватчиков в Польше. Вместо этого ракеты могли бы быть размещены в Ираке или Турции, которые являются членами НАТО. Кроме того, Путин предложил привлечь к проекту заинтересованные европейские страны на равноправной основе.
В своем ежегодном послании Федеральному собранию, состоявшемся 26 апреля 2007 года, президент Путин объявил о намерении России ввести мораторий на выполнение ДОВСЕ. Он объяснил, что этот шаг будет действовать до тех пор, пока все страны-члены НАТО не ратифицируют договор и не начнут его выполнять, как это делала Россия в одностороннем порядке. По словам Путина, поскольку новые члены НАТО еще не подписали договор, дисбаланс в военном присутствии России и НАТО в Европе создает реальную угрозу и непредсказуемую ситуацию для нашей страны. Члены НАТО объявили, что не будут ратифицировать договор до тех пор, пока Россия не выполнит свои обязательства, взятые в Стамбуле в 1999 году. Согласно этим обязательствам, Россия должна была вывести свои войска и военную технику из Молдовы и Грузии. В ответ на это заявление министр иностранных дел России Сергей Лавров подчеркнул, что «Россия уже давно выполнила все свои обязательства, взятые в Стамбуле, касающиеся ДОВСЕ».
Россия приостановила своё участие в ДОВСЕ с 00:00 по московскому времени 11 декабря 2007 года. 12 декабря 2007 года Соединенные Штаты выразили своё сожаление в связи с решением Российской Федерации приостановить выполнение обязательств по Договору об обычных вооружённых силах в Европе (ДОВСЕ). В письменном заявлении представитель Государственного департамента Шон Маккормак отметил, что «вооружённые силы России являются крупнейшими на европейском континенте, и её односторонние действия наносят ущерб этому успешному режиму контроля над вооружениями». Главная тревога НАТО в связи с приостановкой деятельности России связана с тем, что Москва может увеличить своё военное присутствие на Северном Кавказе.
Путин решительно осудил отделение Косово от Сербии. Он назвал любую поддержку этого решения «аморальной» и «незаконной». Он считает, что провозглашение независимости Косово в 2008 году стало «ужасным прецедентом», который в будущем может привести к негативным последствиям для Запада. Он высказал мнение, что косовский прецедент, по сути, разрушит всю систему международных отношений, которая формировалась веками.
Известно, что у Путина были тёплые личные отношения с бывшим премьер-министром Великобритании Тони Блэром, бывшим канцлером Германии Герхардом Шрёдером, бывшими президентами Франции Жаком Шираком и Николя Саркози, а также с премьер-министром Италии Сильвио Берлускони. Отношения Путина с Ангелой Меркель, которая впоследствии стала канцлером Германии, часто описываются как более прохладные и деловые. Это можно объяснить тем, что Меркель выросла в бывшей ГДР, где Путин служил в качестве агента КГБ.

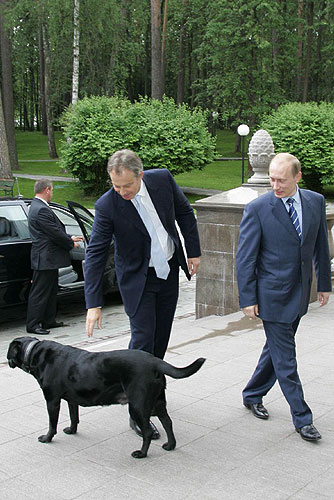
Путин, Конни и премьер-министр Великобритании Тони Блэр в 2005 году

К середине 2000-х годов отношения между Россией и Великобританией начали ухудшаться. В 2003 году Соединённое Королевство предоставило политическое убежище олигарху Борису Березовскому, что стало одной из причин этого конфликта. Находясь в Лондоне, Березовский часто критиковал Путина. Соединённое Королевство также стало домом для лидера чеченских повстанцев Ахмеда Закаева и других известных лиц, которые бежали из России.
В 2006 году президент Путин подписал закон, запрещающий неправительственным организациям (НПО) получать финансирование от иностранных правительств. Этот закон стал причиной закрытия многих НПО.
В конце 2006 года отношения между Россией и Великобританией обострились после смерти Александра Литвиненко в Лондоне, который, как выяснилось позже, был отравлен полонием-210. 20 июля 2007 года правительство Гордона Брауна выслало четырех российских дипломатов в ответ на отказ президента Путина выдать бывшего агента КГБ Андрея Лугового, которого Великобритания разыскивала за убийство своего коллеги, бывшего шпиона Александра Литвиненко в Лондоне. Российское правительство, в числе прочих мер, объявило о приостановке выдачи виз британским официальным лицам и замораживании сотрудничества в сфере борьбы с терроризмом. Эти действия стали ответом на решение Великобритании прекратить взаимодействие с Федеральной службой безопасности России.
Александр Шохин, президент Российского союза промышленников и предпринимателей, предупредил, что британские инвесторы в России могут столкнуться с более пристальным вниманием со стороны налоговых и регулирующих органов. Кроме того, они могут проиграть государственные тендеры. 11 декабря 2007 года Россия приказала Британскому совету приостановить работу своих региональных отделений. Это было расценено как последний этап спора об убийстве Александра Литвиненко. Британия заявила, что действия России были незаконными.

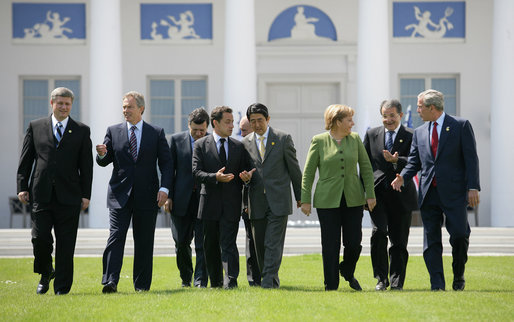
Лидеры на 33-м саммите G8 в Хайлигендамме, Германия, 2007

1 апреля 2014 года НАТО приняло решение прекратить практическое сотрудничество с Россией в ответ на аннексию Крыма.
Президент Путин осудил идею «американской исключительности». В ответ на критику демократии в России, Путин затронул тему поведения полиции в Фергусоне.
В докладе, опубликованном в ноябре 2014 года, было отмечено, что напряженность в отношениях между Россией и Западом, особенно со странами НАТО, достигла уровня, сопоставимого с ситуацией во времена холодной войны. Только за последние восемь месяцев произошло 40 опасных или деликатных инцидентов. Один из них — едва не случившееся столкновение российского самолёта-разведчика с пассажирским лайнером Scandinavian Airlines, который направлялся в Москву из Дании в марте 2014 года, на борту которого находились 132 пассажира. В 2014 году активность российских военно-воздушных сил и военно-морского флота в Балтийском регионе достигла беспрецедентного уровня. Это побудило НАТО усилить свою регулярную ротацию военных самолётов в Литве.

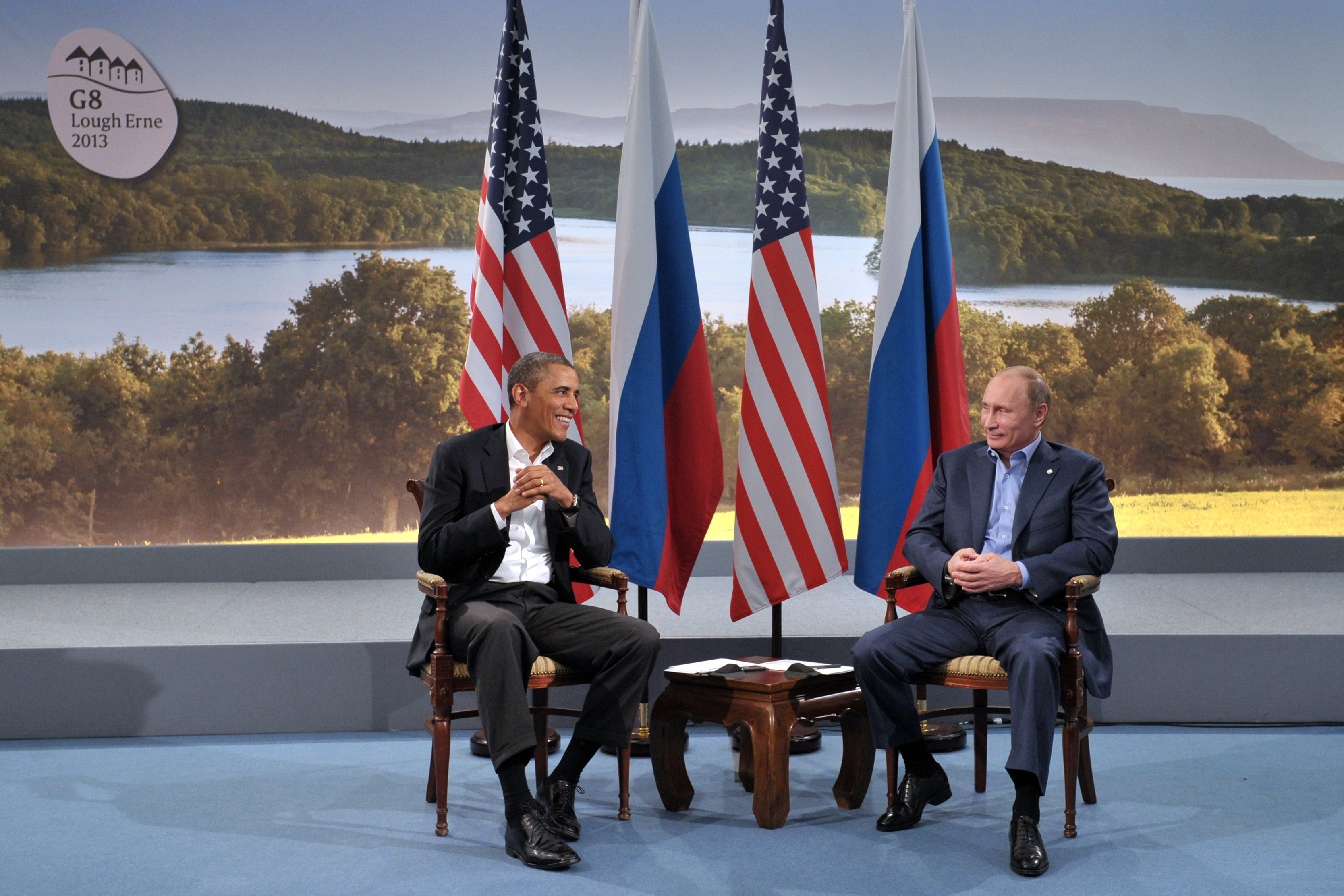
Путин и президент США Барак Обама на 39-м саммите G8 в Северной Ирландии 17 июня 2013 года

В 2014 году российские ВВС начали активно действовать в Азиатско-Тихоокеанском регионе. В январе 2015 года Россия официально признала эту активность, возобновив использование ранее заброшенной советской военной базы в бухте Камрань во Вьетнаме. В марте 2015 года Сергей Шойгу, министр обороны России, сообщил, что российские стратегические бомбардировщики будут продолжать патрулирование в различных регионах мира и их присутствие будет расширяться.
В июле 2014 года США официально обвинили Россию в нарушении Договора о ликвидации ракет средней и меньшей дальности (РСМД), подписанного в 1987 году. По их мнению, Россия провела испытания запрещённой крылатой ракеты наземного базирования средней дальности (предположительно, речь идёт о Р-500, модификации «Искандера»), что является нарушением условий договора. В связи с этим США пригрозили принять ответные меры. В начале июня 2015 года Госдепартамент США сообщил, что Россия не смогла устранить нарушение Договора о нераспространении ядерного оружия. Было отмечено, что американское правительство не достигло заметного прогресса в том, чтобы заставить Россию хотя бы признать проблему соблюдения.
В октябре 2014 года правительство США опубликовало отчет, в котором утверждалось, что Россия имеет в своём распоряжении 1643 ядерных боеголовки, готовых к запуску. Это число выросло с 1537 в 2011 году и на одну больше, чем у США. Впервые с 2000 года Россия обогнала США по количеству боеголовок, готовых к применению. Развёрнутый потенциал обеих стран является нарушением Нового договора СНВ 2010 года, который устанавливает новый уровень безопасности. Максимальное количество ядерных боеголовок для обеих стран не должно превышать 1550 единиц. Кроме того, ещё до 2014 года США начали реализацию масштабной программы, стоимость которой может достигать триллиона долларов. Эта программа направлена на восстановление атомной энергетики в целом. Она включает планы по созданию нового поколения носителей оружия и строительству различных объектов, таких как научно-исследовательский центр по замене химии и металлургии в Лос-Аламосе, штат Нью-Мексико, и кампус национальной безопасности в южном Канзас-Сити.
В конце 2014 года Путин утвердил обновлённую национальную военную доктрину. В ней главной военной угрозой было названо усиление военного присутствия НАТО вблизи российских границ.
В конце июня 2015 года, во время визита в Эстонию, министр обороны США Эштон Картер объявил о планах по размещению тяжёлого вооружения, включая танки, бронемашины и артиллерию, в шести европейских странах: Болгарии, Эстонии, Латвии, Литве, Польше и Румынии. Западные аналитики восприняли этот шаг как начало переориентации стратегии НАТО. Высокопоставленный представитель Министерства обороны России охарактеризовал этот шаг как «самый агрессивный акт со времён холодной войны». В свою очередь, МИД России оценил его как «неадекватный с военной точки зрения» и «очевидный возврат Соединённых Штатов и их союзников к схемам холодной войны».

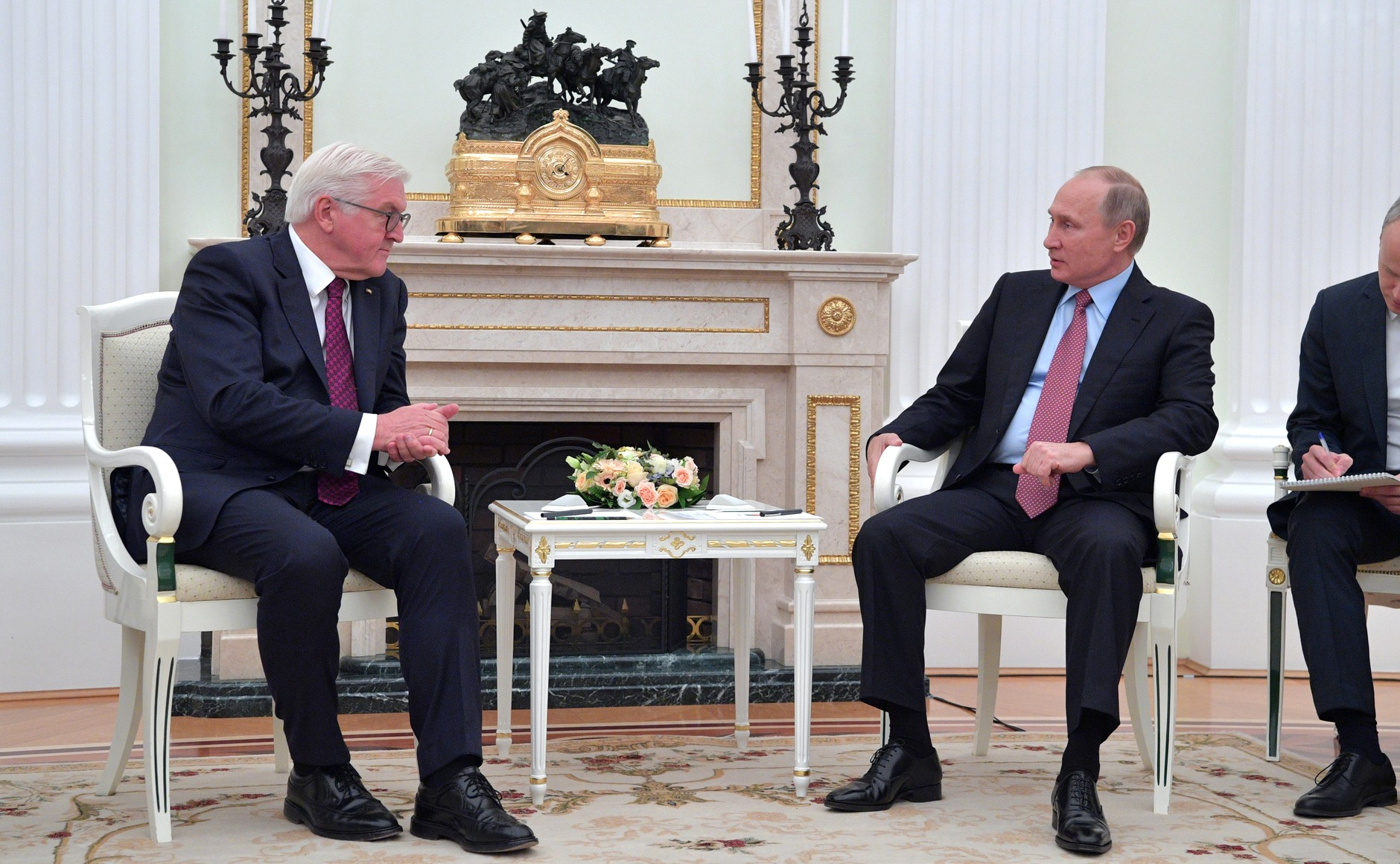
Встреча с президентом Германии Франком-Вальтером Штайнмайером в Москве, 2017 год

В свою очередь, США выразили обеспокоенность в связи с заявлением Путина о намерении увеличить российский ядерный арсенал на более чем 40 новых баллистических ракет в 2015 году. Американские наблюдатели и аналитики, такие как Стивен Пайфер, считают, что у США нет причин для беспокойства из-за новых ракет, если Россия будет придерживаться условий Нового Договора о сокращении стратегических наступательных вооружений (СНВ) от 2010 года. По их мнению, заявления российского руководства о ядерном оружии в основном являются блефом и попыткой скрыть слабые стороны России. Однако Пайфер также предположил, что за этой риторикой может стоять более тревожная мотивация: Путин может рассматривать ядерное оружие не только как инструмент сдерживания, но и как средство принуждения.
В конце июня 2015 года появилась информация о том, что сроки производства новой российской сверхтяжёлой межконтинентальной баллистической ракеты «Сармат», которая должна заменить устаревшие советские ракеты SS-18 «Сатана», будут скорректированы. Ракета будет оснащена несколькими боеголовками, что позволит ей нести несколько ядерных зарядов. Аналитики также подчёркивали, что в случае реального конфликта с Западом Россия столкнулась бы с неизбежными финансовыми и технологическими ограничениями, которые помешали бы полноценной гонке вооружений.
В интервью, которое Путин дал 25 декабря 2022 года на национальном телевидении, он обвинил Запад в попытке расколоть Россию на части и открыто заявил о своей цели — «объединить русский народ».
28 июля 2024 года Путин выступил с угрозами разместить в стране ракеты дальнего радиуса действия, которые способны поразить всю Европу. Это произошло после того, как США объявили о своих планах разместить такие же ракеты в Германии, начиная с 2026 года.

## Напряженность в других европейских странах и отношениях с бывшим советским блоком

ОВД во время холодной войны

Российское руководство во главе с Путиным ставит одной из своих основных стратегических целей разрушение политического единства внутри Европейского союза и особенно между ЕС и США. Россия стремится установить доминирующее влияние в странах бывшего ОВД, которые близки ей культурно и исторически. Она также стремится ослабить и подорвать западные институты и ценности, манипулируя общественным мнением и политикой по всей Европе.
После того как Запад признал независимость Косово, Россия использовала этот прецедент, чтобы оправдать аннексию Крыма и поддержку сепаратистских движений в Грузии и Молдове.
В ноябре 2014 года правительство Германии выразило свою обеспокоенность в связи с тем, что, по его мнению, Россия стремится расширить свою «сферу влияния» за пределы бывших советских республик на Балканах. Это касается таких стран, как Сербия, Македония, Албания, Босния и Герцеговина. Это может создать препятствия для их дальнейшего вступления в Европейский союз.
Ходят слухи, что Россия поддерживает или даже финансирует некоторые европейские ультраправые политические партии и организации, известные своей крайней евроскептичностью. К таким партиям относятся болгарская «Атака», немецкая «Альтернатива для Германии», французское «Национальное объединение», австрийская Партия свободы», итальянская «Лига севера», греческая «Независимые греки» и венгерская «Йоббик». Россия придерживается неоднозначного подхода к этой деятельности: она поддерживает как крайне левые, так и крайне правые группировки. Цель этой поддержки — углубить разногласия в западных странах и дестабилизировать ЕС, увеличивая влияние маргинальных политических партий. Успех этих партий на европейских выборах в мае 2014 года вызвал опасения, что в Европарламенте может сформироваться единый пророссийский блок.
В начале января 2015 года в Венгрии прошли массовые акции протеста, вызванные предполагаемым шагом премьер-министра Виктора Орбана в отношении России. Ранее его правительство достигло тайных договорённостей с россиянами о займах, подписало крупный контракт на строительство АЭС с «Росатомом» и убедило Государственное собрание одобрить проект строительства российского газопровода, несмотря на запрет Брюсселя.
В начале апреля 2015 года источники в польской пограничной службе сообщили, что Польша планирует построить наблюдательные вышки вдоль границы с российским эксклавом Калининградом. Это решение было связано с неофициальными сообщениями о том, что в декабре 2013 года Россия якобы разместила в Калининградской области свою усовершенствованную модификацию баллистических ракет «Искандер», которые могут нести ядерное оружие. Позже, в марте 2015-го, появились дополнительные неофициальные подтверждения этой информации.
В октябре 2015 года премьер-министр Черногории Мило Джуканович сделал официальное заявление о том, что Россия финансирует протесты против правительства и НАТО, которые проходили в Подгорице.

## Отношения с Южной и Восточной Азией

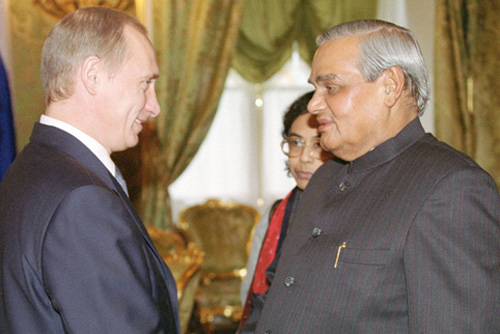
Бывший премьер-министр Индии Атал Бихари Ваджпаи встретился с президентом России Владимиром Путиным в ноябре 2001 года

Во время первого и второго президентских сроков Путина товарооборот между Индией и Россией был довольно скромным и составил около 3 миллиардов долларов США. Из них 908 миллионов долларов пришлись на экспорт из Индии в Россию. Основными статьями индийского экспорта в Россию являются фармацевтика, чай, кофе и специи, швейные изделия, а также пищевые полуфабрикаты и машиностроительная продукция. Индийский импорт из России включает в себя железо и сталь, удобрения, цветные металлы, бумажную продукцию, уголь, кокс и брикеты, зерновые и каучук. Ожидалось, что к 2010 году объем индийско-российской торговли достигнет 10 миллиардов долларов. В статье в The Hindu Путин написал: "Декларация о стратегическом партнерстве между Индией и Россией, подписанная в октябре 2000 года, стала поистине историческим шагом".
Премьер-министр Манмохан Сингх также разделял мнение своего коллеги. В своей речи, произнесенной во время визита президента Путина в Индию в 2012 году, он подчеркнул, что «Президент Путин — ценный друг Индии и инициатор создания стратегического партнерства между нашими странами». Обе страны активно сотрудничают в вопросах, представляющих взаимный интерес, включая участие в различных международных организациях, таких как ООН, БРИКС и G20, где Индия имеет статус наблюдателя, а Россия выражает желание видеть её полноправным членом. Россия также активно поддерживает идею предоставления Индии постоянного места в Совете Безопасности ООН. Кроме того, она открыто выступала в поддержку вступления Индии в Группу ядерных поставщиков (ГЯП) и Азиатско-Тихоокеанское экономическое сотрудничество (АТЭС). Кроме того, Россия выразила желание присоединиться к СААРК в качестве наблюдателя, учитывая статус Индии, как одного из основателей этой организации.

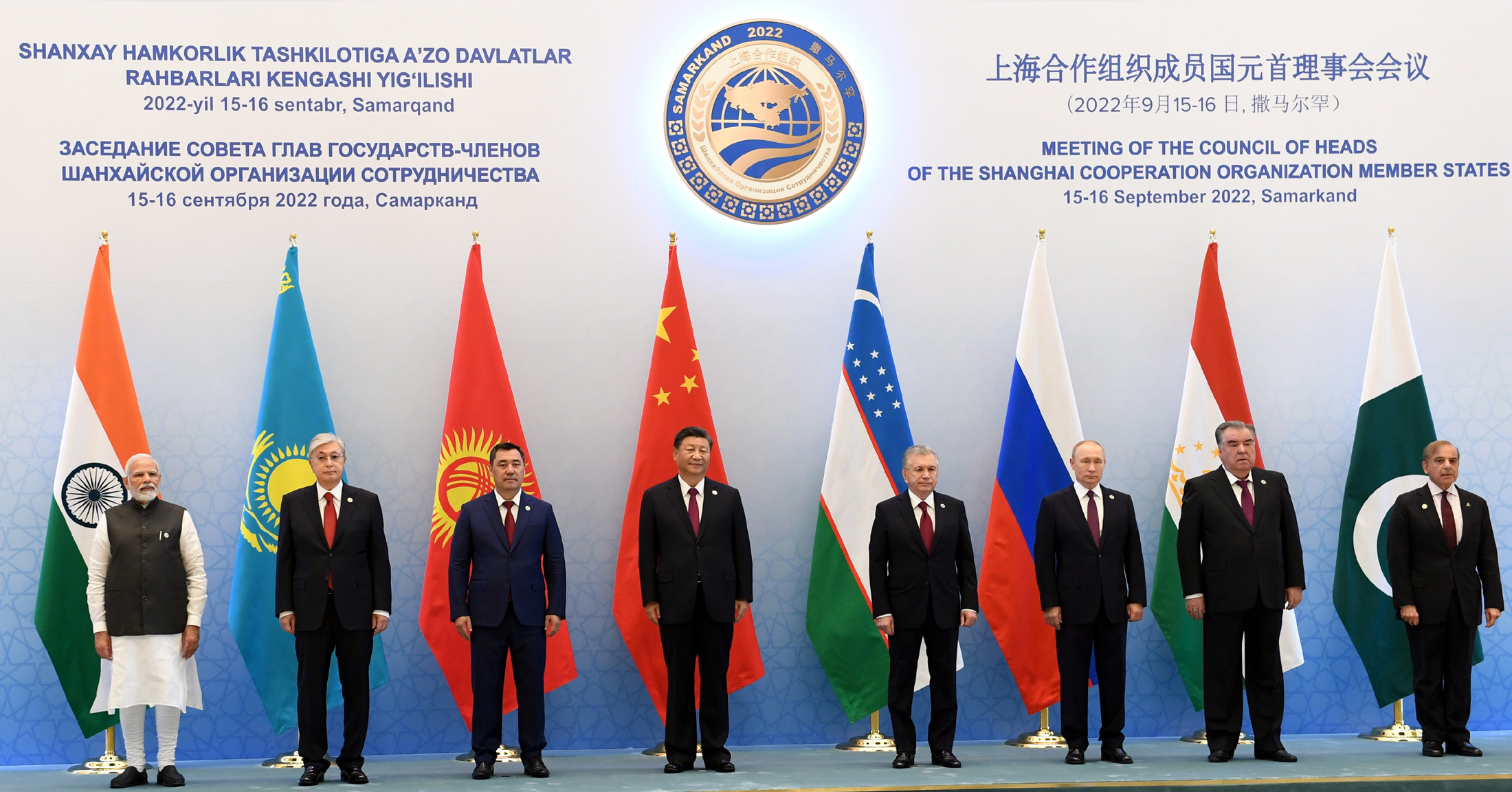
Путин с лидером Китая Си Цзиньпином, премьер-министром Индии Нарендрой Моди и другими лидерами на саммите Шанхайской организации сотрудничества 16 сентября 2022 года

На июль 2025 года, Россия является одной из двух стран в мире, наряду с Японией, которые имеют возможность ежегодно обсуждать вопросы обороны на уровне министров в рамках совместных встреч с Индией. Индийско-российская межправительственная комиссия (IRIGC) — это один из самых масштабных и всеобъемлющих механизмов, созданных Индией для сотрудничества с зарубежными странами. В работе комиссии принимают участие практически все правительственные ведомства Индии.

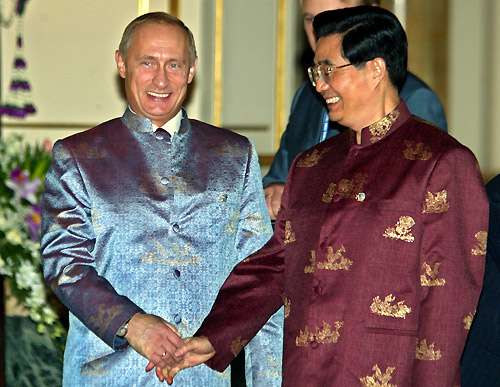
Владимир Путин и китайский лидер Ху Цзиньтао на саммите АТЭС в Таиланде в 2003 году

Россия под руководством Владимира Путина выстраивает прочные и доброжелательные отношения с другими государствами БРИК. Страна активно стремится укрепить связи, особенно с Китайской Народной Республикой. Это проявляется в подписании Договора о дружбе, а также в строительстве Транссибирского нефтепровода, который призван обеспечить растущие энергетические потребности Китая. Шанхайская организация сотрудничества (ШОС), основанная в 2001 году в Шанхае лидерами Китая, Казахстана, Кыргызстана, России, Таджикистана и Узбекистана, способствует укреплению отношений между двумя странами и их центральноазиатскими соседями в сфере безопасности.

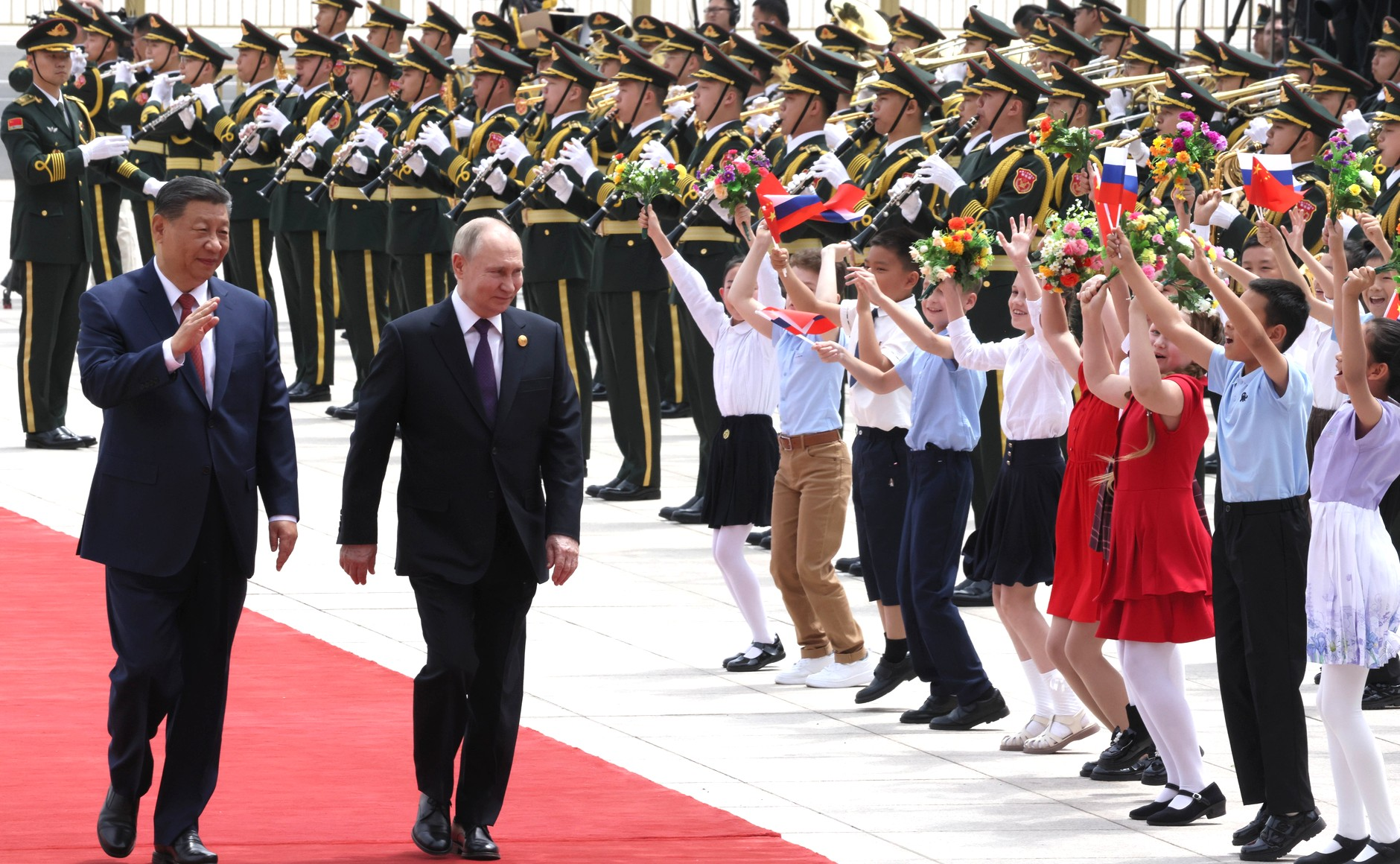
Китайский лидер Си Цзиньпин приветствует Путина в Пекине во время визита Путина в Китай в мае 2024 года

После завершения совместных военных учений «Мирная миссия-2007», которые проводились странами-участницами Шанхайской организации сотрудничества (ШОС), президент Путин объявил 17 августа 2007 года о возобновлении дальних патрульных полётов стратегических бомбардировщиков Ту-95 и Ту-160 ВВС России. Эти полёты были приостановлены в 1992 году. Заявление, прозвучавшее на саммите ШОС, вызвало интерес в контексте предстоящих совместных российско-китайских военных учений, которые впервые пройдут на территории России. Некоторые люди предположили, что президент Путин может быть заинтересован в создании альянса, направленного против НАТО, или азиатской версии ОПЕК.
В ответ на замечание о том, что некоторые западные аналитики уже сравнивают ШОС с военной организацией, которая может стать соперником НАТО, Владимир Путин сказал, что подобные сравнения неуместны как с точки зрения формы, так и содержания. В статье цитировались слова начальника Генерального штаба России Юрия Балуевского. Он отметил, что «не должно быть и речи о создании какого-либо военного или политического альянса или объединения, поскольку это противоречило бы основополагающим принципам ШОС».

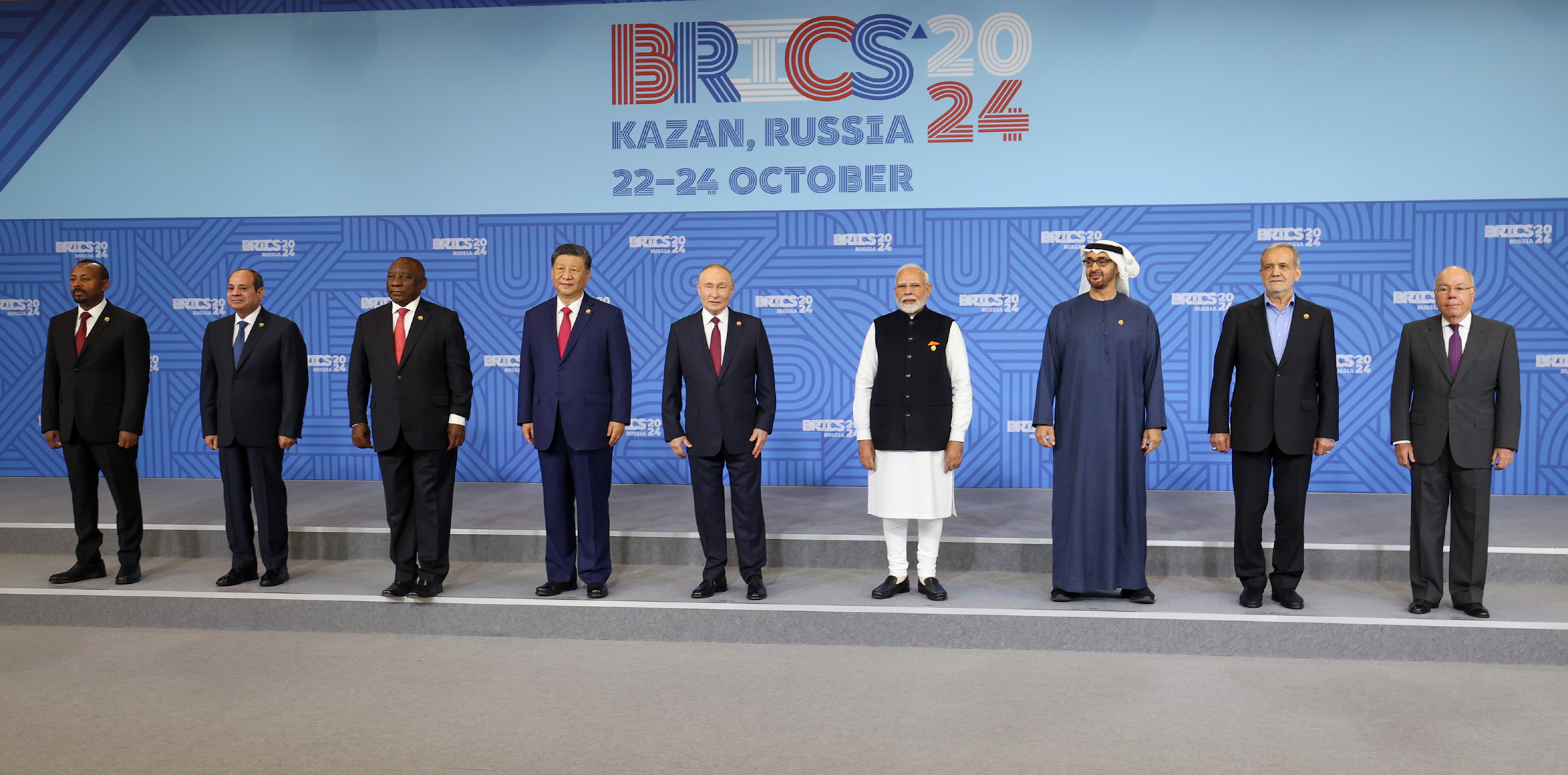
Путин с главами делегаций на 16-м саммите БРИКС в Казани, Россия, 23 октября 2024 года

За возвращением к дальним полётам российских стратегических бомбардировщиков последовало заявление министра обороны России Анатолия Сердюкова, сделанное им на встрече с Путиным 5 декабря 2007 года. В своём выступлении Сердюков сообщил, что 11 кораблей, включая авианосец «Кузнецов», примут участие в первом крупном походе ВМФ России в Средиземное море со времён СССР. В поддержку этого вылета должны были вылететь 47 самолётов, включая стратегические бомбардировщики. По словам Сердюкова, это была попытка восстановить регулярные морские патрули в Мировом океане. И эту точку зрения также разделяют российские СМИ. Павел Фельгенгауэр, военный аналитик «Новой газеты», заявил, что «Кузнецов», часто страдавший от аварий, был почти непригоден для плавания и представлял большую опасность для своего экипажа, чем любой потенциальный противник.

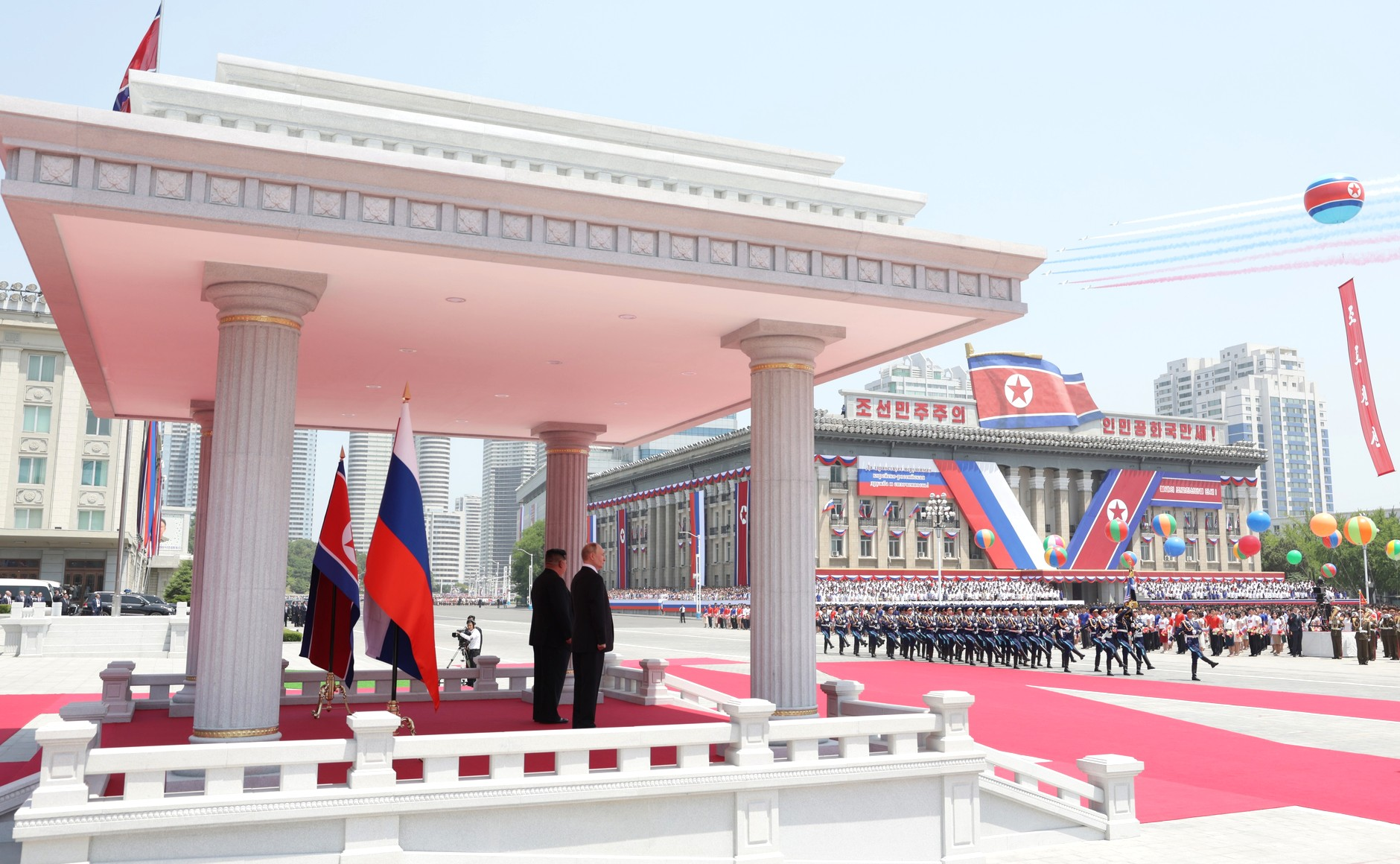
Путин и северокорейский лидер Ким Чен Ын в Пхеньяне, Северная Корея, 19 июня 2024 года

Как сообщает The Japan Times, Россия увеличила свою экономическую помощь Северной Корее, стремясь уравновесить потенциальные попытки США свергнуть режим Ким Чен Ына. В случае падения существующего режима Россия опасается, что её влияние в регионе уменьшится, а также того, что на её восточной границе могут быть размещены американские войска. Одна из крупнейших российских телекоммуникационных компаний, «Транстелеком» (ТТК), также предоставит стране новое подключение к интернету. Это происходит на фоне масштабных кибератак, проводимых США против северокорейских хакеров, предположительно связанных с Генеральным разведывательным бюро.

## Отношения со странами Ближнего Востока и Северной Африки

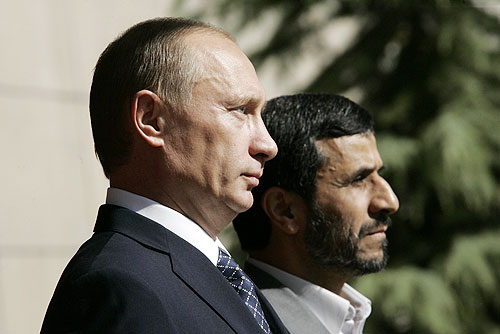
Встреча Путина с президентом Ирана Махмудом Ахмадинежадом, 2007 год

16 октября 2007 года Путин отправился в Иран, чтобы принять участие во Втором Каспийском саммите в Тегеране. Там он встретился с президентом Ирана Махмудом Ахмадинежадом. Среди других участников были лидеры Азербайджана, Казахстана и Туркменистана. Это был первый визит советского или российского лидера в Иран с тех пор, как Иосиф Сталин участвовал в Тегеранской конференции в 1943 году. Поэтому визит стал важным событием в истории ирано-российских отношений. На пресс-конференции по итогам саммита президент Путин подчеркнул, что «все наши страны, расположенные на Каспийском море, имеют полное право развивать мирные ядерные программы без каких-либо ограничений». На саммите также было принято решение о том, что его участники ни при каких обстоятельствах не будут позволять третьим странам использовать свою территорию для агрессии или военных действий против любого другого государства-участника.
В период правления Медведева ирано-российские отношения развивались неоднозначно. Россия не выполнила контракт на поставку Ирану С-300 — одной из самых мощных зенитных ракетных систем, существующих на сегодняшний день. Тем не менее, российские специалисты завершили строительство первого гражданского ядерного объекта в Иране и на Ближнем Востоке — атомной электростанции в Бушере. Россия активно выступала против введения экономических санкций против Ирана со стороны США и ЕС, а также предостерегала от военного нападения на эту страну. Цитировались слова Путина, который назвал Иран «партнером», хотя и выразил обеспокоенность по поводу иранской ядерной программы.

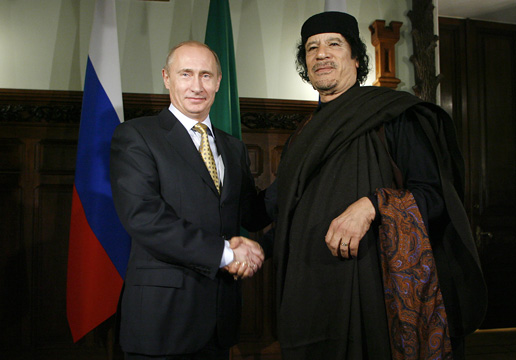
Встреча Путина с полковником Муаммаром Каддафи в 2008 году

В апреле 2008 года президент России Владимир Путин посетил Ливию, где встретился с её лидером Муаммаром Каддафи. Во время визита была обсуждена идея создания группы стран-экспортеров газа, подобной ОПЕК. Путин стал первым президентом России, посетившим Ливию, и отметил: «Мы удовлетворены тем, как мы смогли решить эту проблему. Я абсолютно убеждён, что найденное решение будет способствовать развитию экономик России и Ливии».
Путин выступил с осуждением иностранной военной интервенции в Ливию. Он назвал резолюцию 1973 Совета Безопасности ООН «неполноценной» и отметил, что она «допускает всё». Его слова вызвали ассоциации с призывами к крестовым походам, которые звучали в Средние века. В ходе мероприятия Путин также критиковал другие действия, предпринятые НАТО. После смерти Муаммара Каддафи Владимир Путин назвал это «убийством, спланированным ими». Он сказал:

Они показали всему миру, как был убит Каддафи. Всё было залито кровью. И это они называют демократией?

Дмитрий Тренин, автор статьи в New York Times, пишет, что с 2000 по 2010 год Россия поставила в Сирию оружия на сумму около 1,5 миллиардов долларов. Это сделало Дамаск седьмым по величине клиентом Москвы в сфере военных поставок. Во время гражданской войны в Сирии Россия угрожала наложить вето на любые санкции, введённые против сирийского правительства, и продолжала поставлять оружие режиму.
Путин категорически против любого иностранного вмешательства в дела Сирии. 1 июня 2012 года в Париже он резко раскритиковал заявление президента Франции Франсуа Олланда, который призвал Башара Асада уйти в отставку. Путин поддержал позицию режима Асада, согласно которой большую часть кровопролития несут боевики, выступающие против режима. Он отметил, что сирийские вооружённые силы не несут ответственности за обстрелы и убийства гражданского населения, которые приписывают сторонникам режима выжившие и западные правительства. Он спросил:

Но сколько мирных жителей было убито так называемыми боевиками? Вы считали? Есть также сотни жертв.

Кроме того, Путин вспомнил о предыдущих вмешательствах НАТО и их результатах. Он спросил:

Что происходит в Ливии и Ираке? Стали ли они безопаснее? Куда они направляются? Никто не может дать ответа на эти вопросы.

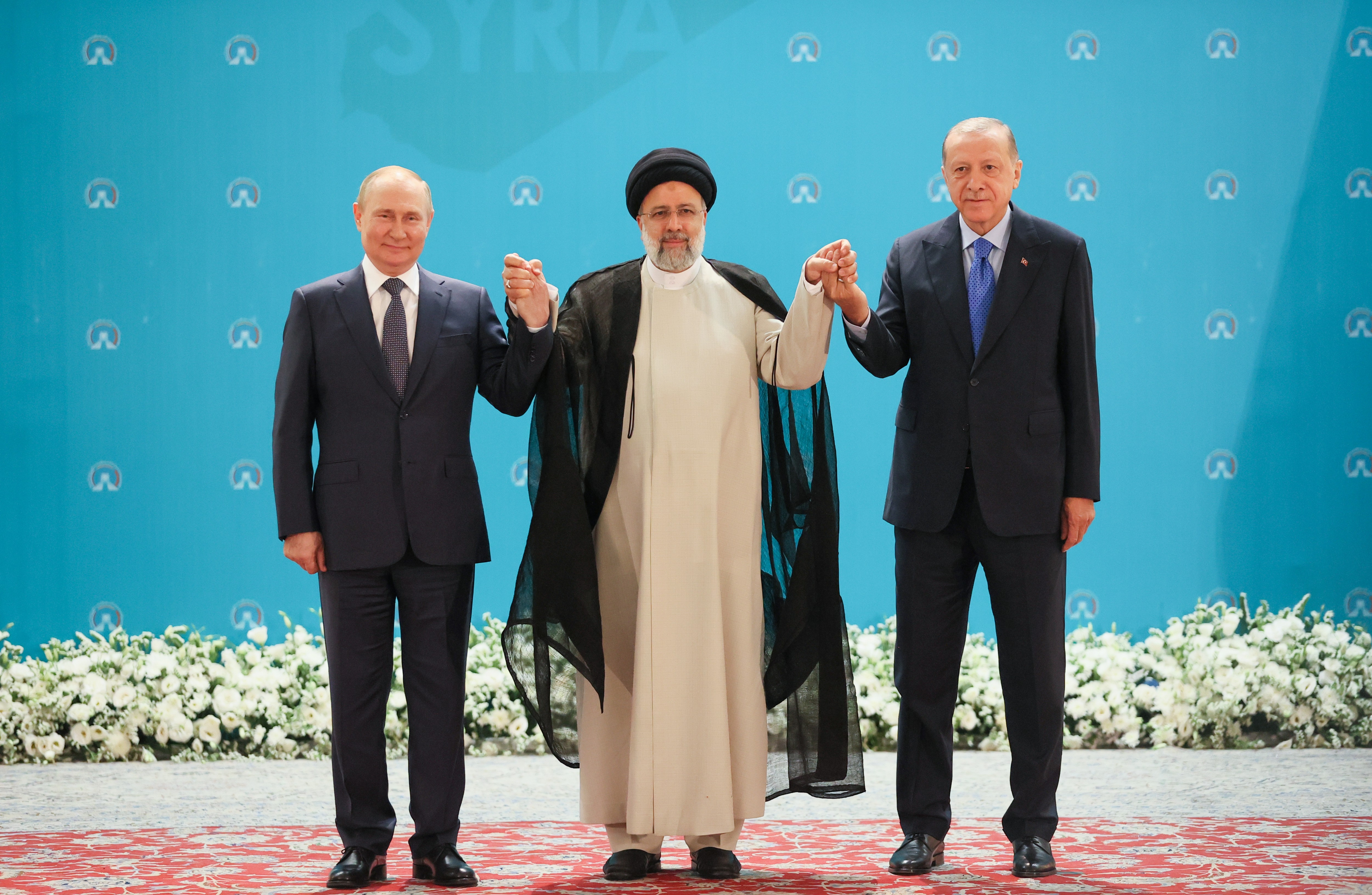
Встреча Путина с президентом Ирана Ибрахимом Раиси и президентом Турции Реджепом Тайипом Эрдоганом в Тегеране, 19 июля 2022 года

11 сентября 2013 года в газете «Нью-Йорк Таймс» было опубликовано мнение президента Путина о международных событиях, касающихся Соединённых Штатов, России и Сирии.

## Отношения с постсоветскими государствами
Серия так называемых цветных революций на территории бывшего Советского Союза, включая «Революцию роз» в Грузии в 2003 году, «Оранжевую революцию» на Украине в 2004 году и «Тюльпановую революцию» в Кыргызстане в 2005 году, вызвала напряженность в отношениях между этими странами и Россией. В декабре 2004 года, по некоторым данным, Владимир Путин выступил с критикой «Революции роз» и «Оранжевой революции», заявив:

Если у вас будут постоянные революции, вы рискуете ввергнуть постсоветское пространство в бесконечный конфликт.

В декабре 2011 года, когда после выборов в России начались протесты, Владимир Путин сравнил их с Оранжевой революцией в Украине, заявив, что это может стать примером того, что могло произойти и в России.

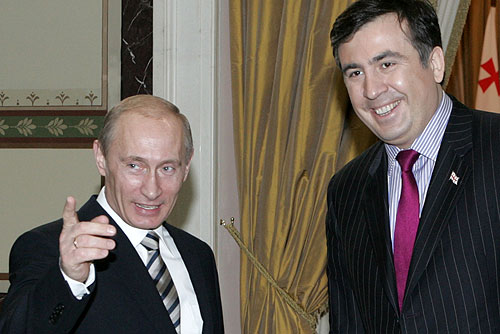
Встреча с Михаилом Саакашвили из Грузии в 2008 году

Помимо противостояния националистических настроений и общих исторических корней, связывающих Россию с Советским Союзом и Российской империей, между некоторыми странами и Россией возникли экономические разногласия. Одним из таких примеров является запрет на импорт молдавских и грузинских вин, введённый Россией в 2006 году. В 2007 году Джон Маккейн, известный американский сенатор, охарактеризовал политику Москвы в отношении этих стран как «попытки запугать демократических соседей».
В некоторых случаях, например, в ходе газовых конфликтов между Россией и Украиной, экономические разногласия оказывали влияние и на другие европейские страны. Например, в январе 2009 года, когда между Россией и Украиной разразился газовый спор, контролируемая государством российская компания «Газпром» прекратила поставки природного газа на Украину. Это привело к тому, что ряд европейских стран, через которые Украина осуществляет транзит российского газа, столкнулись с серьезной нехваткой топлива в январе того же года.
В беседе с немецким историком Михаэлем Штюрмером, вспоминая о прекращении Россией поставок газа на Украину в начале 2005 года, Путин связал этот шаг с событиями Оранжевой революции. Он отметил:

У этого есть своя цена. Несмотря на множество разочарований, нам удалось стабилизировать ситуацию. В прежние времена мы заключали соглашения с Украиной год за годом, включая в них плату за транзит. Западноевропейцы не подозревали, что их энергетическая безопасность была под угрозой срыва. Сегодня у нас есть пятилетнее соглашение о транзите в ЕС. Это важный шаг к обеспечению европейской энергетической безопасности.

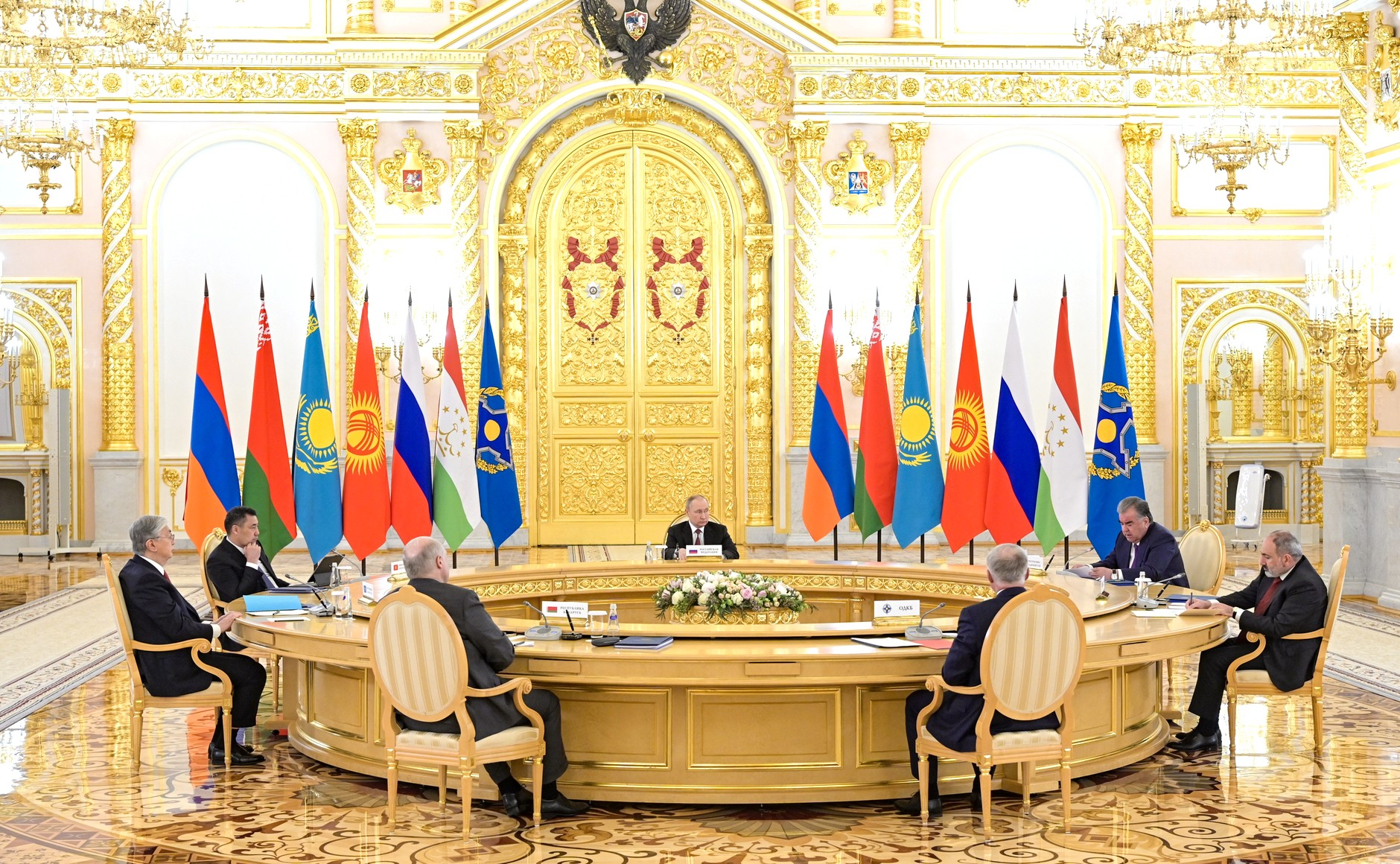
16 мая 2022 года Путин провел в Москве заседание возглавляемого Россией военного альянса - Организации договора о коллективной безопасности (ОДКБ)

В 2009 году российско-украинский спор был разрешён благодаря долгосрочному соглашению о формуле цены, которое было достигнуто между премьер-министрами России Владимиром Путиным и Украины Юлией Тимошенко. Однако впоследствии, когда мировые цены на нефть выросли, а за ними последовали и цены на газ, условия соглашения оказались крайне невыгодными для Украины. В октябре 2011 года Тимошенко была признана виновной в злоупотреблении служебным положением при осуществлении сделки в 2009 году и приговорена к семи годам лишения свободы.
Планы Грузии и Украины вступить в НАТО стали причиной некоторого напряжения в отношениях между Россией и этими странами. Однако в 2010 году Украина отказалась от своей идеи. Президент Путин публично заявил, что Россия не собирается аннексировать ни одну страну.

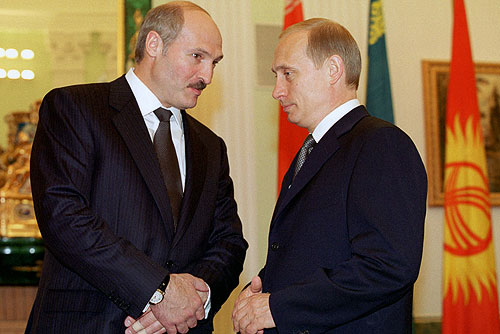
Встреча президента Беларуси Александра Лукашенко с Владимиром Путиным в 2002 году. Несмотря на ряд экономических разногласий в середине 2000-х годов, Беларусь остается одним из ближайших союзников России

В отношениях с соседней, ориентированной на Россию, и бывшей Белорусской ССР Путин продолжил общую тенденцию к более тесным двусторонним связям между двумя странами. Однако до сих пор это не привело к расширению Союзного государства, о котором часто говорят и пишут как внутри страны, так и за её пределами.

Предлагаемый Евразийский союз с наиболее вероятными непосредственными членами: Россией, Беларусью и Казахстаном

В августе 2008 года президент Грузии Михаил Саакашвили предпринял попытку вернуть контроль над отколовшейся территорией Южной Осетии. Он утверждал, что его действия были вызваны нападениями осетин на грузин на границе и предполагаемым наращиванием российских сил, которые не имели отношения к поддержанию мира. Когда грузинские войска вторглись в провинцию и захватили большую часть её столицы Цхинвали, российские «миротворцы» встали на сторону южноосетинцев. И вскоре грузинские военные потерпели поражение в ходе войны в Южной Осетии 2008 года. Российские регулярные войска вошли в Южную Осетию, а затем и в Грузию. Они также открыли второй фронт в другой отколовшейся от Грузии провинции Абхазия, где сражались вместе с абхазскими войсками. В ходе этого конфликта, как утверждает высокопоставленный французский дипломат Жан-Давид Левит, Путин имел в виду свержение президента Грузии Михаила Саакашвили и даже заявлял:

Я собираюсь подвесить Саакашвили за яйца.

Владимир Путин возложил ответственность за войну 2008 года и ухудшение отношений между Россией и Грузией на политику, проводимую грузинскими властями в то время и продолжающуюся по сей день. Он отметил, что Грузия является «братской нацией», которая, как он надеется, наконец осознает, что Россия — это не враг, а друг, и что отношения могут быть восстановлены. В 2009 году Путин утверждал, что Грузия могла бы сохранить Абхазию и Южную Осетию в составе своей территории, если бы относилась к жителям этих республик с уважением. Однако, по его словам, ситуация сложилась наоборот.
Во время президентских выборов в Украине в 2004 году Путин дважды посетил страну в преддверии выборов, чтобы выразить поддержку премьер-министру Виктору Януковичу, которого многие считали пророссийским кандидатом. Он поздравил его с ожидаемой победой ещё до публикации официальных результатов. Личная поддержка Путиным Януковича вызвала критику, так как её расценили как необоснованное вмешательство в дела суверенного государства. Это также привело к Оранжевой революции. Согласно документу, обнаруженному в ходе утечки дипломатических телеграмм Соединённых Штатов, Путин «косвенно бросил вызов» территориальной целостности Украины на саммите Совета Россия-НАТО в Бухаресте, Румыния, 4 апреля 2008 года. На встрече с военными блогерами, которая прошла 13 июня 2023 года, Владимир Путин заявил, что Виктор Ющенко, победитель президентских выборов в Украине в 2004 году, пришёл к власти в результате государственного переворота, который, по крайней мере, прошёл относительно мирным путём.
В 2010 году на пост президента Украины пришёл Виктор Янукович, сменив Виктора Ющенко, избранного во время Оранжевой революции. Это событие привело к улучшению отношений между Украиной и Россией. Россия смогла продлить срок аренды базы своего Черноморского флота в украинском городе Севастополе. В обмен на это, Украина получила снижение цен на газ. Такое соглашение было заключено между Россией и Украиной в 2010 году. С 2009 года Алмазбек Атамбаев занимает пост президента Кыргызстана. Он стремится направить страну в сторону Таможенного союза, объединяющего Беларусь, Казахстан и Россию. По его словам, у Кыргызстана «общее будущее» с ближайшими соседями и Россией.

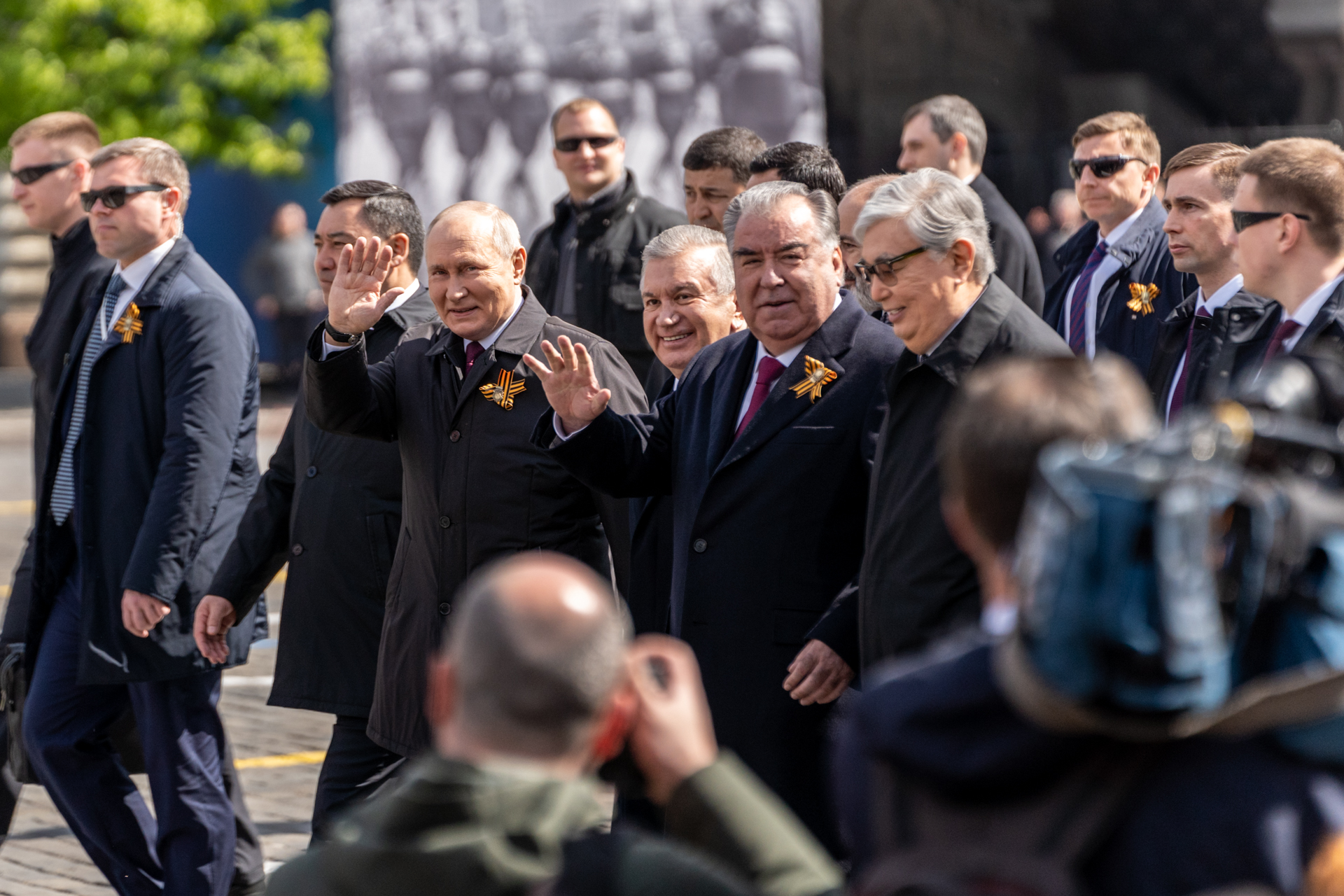
Путин и постсоветские лидеры из Центральной Азии на параде Победы в Москве в 2023 году

Несмотря на существующие или ранее существовавшие напряжённые отношения между Россией и большинством постсоветских стран, президент Путин придерживается курса на евразийскую интеграцию. Таможенный союз между Беларусью, Казахстаном и Россией уже позволил добиться частичного экономического единства между этими тремя государствами. Как утверждают, предлагаемый Евразийский союз является логическим продолжением этого таможенного союза. Путин поддержал идею создания Евразийского союза ещё в 1994 году (по другим данным, в 2011 году), когда эта концепция была предложена президентом Казахстана. 18 ноября 2011 года главы государств Беларуси, Казахстана и России подписали соглашение о создании Евразийского союза к 2015 году. Соглашение включало в себя план действий по дальнейшей интеграции и предусматривало создание Евразийской комиссии по образцу Европейской. Также было основано Единое экономическое пространство, которое начало функционировать с 1 января 2012 года.

### Вторжение в Украину и аннексия Крыма

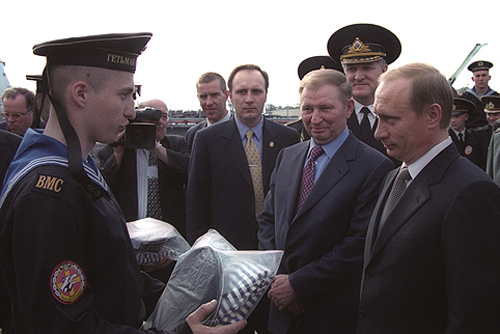
Президент Путин в Севастополе (Крым) на борту фрегата ВМС Украины "Гетман Сагайдачный" вместе с президентом Украины Леонидом Кучмой 18 апреля 2000 года

На Бухарестском саммите в 2008 года Владимир Путин высказал мнение, что Украина в её нынешнем виде была создана искусственно. По его словам, Советский Союз подарил Украине восточные и южные регионы, а Крым был передан ей Президиумом Верховного Совета. Также Путин отметил, что треть населения Украины составляют этнические русские. В октябре 2010 года издательство Springer Publishing выпустило статью «Ключевые игроки и региональная динамика в Евразии: возвращение «большой игры»», в которой говорилось, что президент России Владимир Путин предупредил президента США Джорджа У. Буша о том, что в случае вступления Украины в НАТО Россия может присоединить к себе Восточную Украину и Крым. В ходе телевизионной встречи с военными блогерами, состоявшейся 13 июня 2023 года, президент Путин высказал мнение, что вступление Украины в НАТО, как это обсуждалось в 2008 году, приведёт к тому, что «исторические территории с русскоязычным населением окажутся в составе НАТО».
В ходе своего визита в Киев в июле 2013 года Владимир Путин заявил, что, независимо от того, какой выбор сделает Украина относительно своего будущего, «мы всё равно когда-нибудь и где-нибудь встретимся снова», потому что мы — один народ. 27 февраля 2014 года российские военные захватили ключевые объекты по всему Крыму. Хотя Россия сначала отрицала своё участие в этих событиях, позже президент Путин признал, что войска были направлены в Крым для поддержки сил самообороны полуострова. В тот же день, когда в Крыму было создано пророссийское правительство под руководством Аксёнова, 16 марта 2014 года был проведён референдум о статусе полуострова. По результатам референдума была провозглашена независимость Крыма. Россия официально присоединила Крым к своим территориям 18 марта 2014 года. Спустя неделю после аннексии Крыма Россия была исключена из состава G8. 18 марта 2014 года Владимир Путин выступил с важной речью, посвящённой ситуации в Крыму. В своей речи Путин подчеркнул, что Россия всегда будет стоять на защите интересов русскоязычного населения Украины, используя для этого политические, дипломатические и правовые методы. В своей речи Путин также заявил, что у России нет планов вторгаться или захватывать другие регионы Украины. В своём выступлении Путин также отметил, что среди новых украинских лидеров есть те, кто придерживается неонацистских взглядов, а также те, кто негативно относится к России и проявляет антисемитизм. Он призвал не верить тем, кто пытается запугать украинцев, утверждая, что за Крымом последуют и другие регионы. По словам президента, Россия не стремится к разделу Украины.

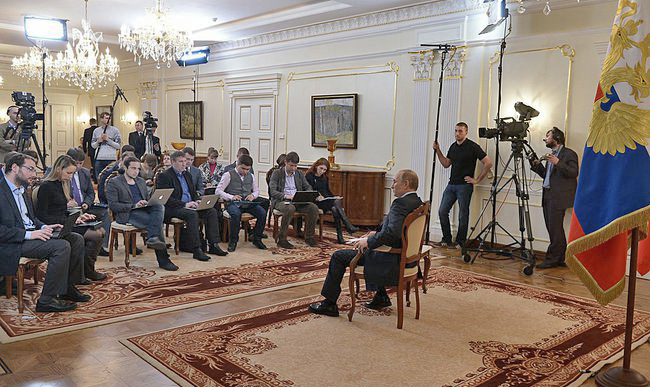
4 марта Владимир Путин выступил перед прессой с речью об аннексии Крыма

4 марта 2014 года в Совете Безопасности ООН выступил постоянный представитель России Виталий Чуркин. Он сообщил, что 1 марта 2014 года президент Украины Виктор Янукович, который тогда находился в изгнании, обратился к России с просьбой направить войска на территорию Украины для защиты мирного населения. Эту просьбу он изложил в письме, адресованном президенту Путину. 4 марта 2014 года президент России Владимир Путин встретился с журналистами, чтобы обсудить ситуацию в Крыму. В своём интервью он выразил обеспокоенность тем, что в некоторых частях Украины, включая Киев, набирают силу реваншистские, националистические и антисемитские настроения. Как заявил Путин, «свержение» Януковича было незаконным. Также президент России Владимир Путин сообщил журналистам: «Если я всё же решу использовать Вооружённые силы, то это будет законное решение, полностью соответствующее двум общим нормам международного права. Ведь у нас есть обращение от легитимного президента». Ранее, 28 февраля 2014 года, BBC News сообщила, что Янукович настаивал на том, что военные действия были «неприемлемыми». Он также заявил, что не будет просить Россию о военном вмешательстве.
Аннексия Крыма произошла в ходе более масштабных пророссийских выступлений на юге и востоке Украины. В апреле 2014 года вооружённые сепаратистские группировки в Донбассе, такие как Донецкая Народная Республика и Луганская Народная Республика, которые поддерживала Россия, объявили себя независимыми от Украины. Это привело к вооружённому конфликту с украинскими правительственными силами. Провозглашённые республики так и не были признаны ни одним из государств — членов ООН, включая Россию. Однако с февраля 2017 года Россия начала признавать документы, выданные этими республиками, такие как удостоверения личности, дипломы, свидетельства о рождении и браке, а также регистрационные знаки транспортных средств. С 2019 по май 2021 года Россия выдала более 650 000 внутренних российских паспортов лицам, гражданство которых не было подтверждено. Эти люди проживали на территории непризнанных республик. Россию обвиняли в поддержке сепаратистов, в том числе в отправке военных для участия в конфликте на стороне самопровозглашённых республик. Однако Россия всегда отрицала эти обвинения.
В августе 2015 года, во время визита в Крым, Путин сказал, что русские и украинцы — это «практически один народ».
В документальном фильме «Крым. Путь на Родину», который вышел в марте 2015 года, Владимир Путин заявил, что 24 февраля 2014 года он сообщил высшим должностным лицам службы безопасности о своём намерении аннексировать Крым. В  фильме Путин объяснил, что его решение разместить российские войска в Крыму было принято для защиты местного населения от насилия и репрессий со стороны «украинских националистов».

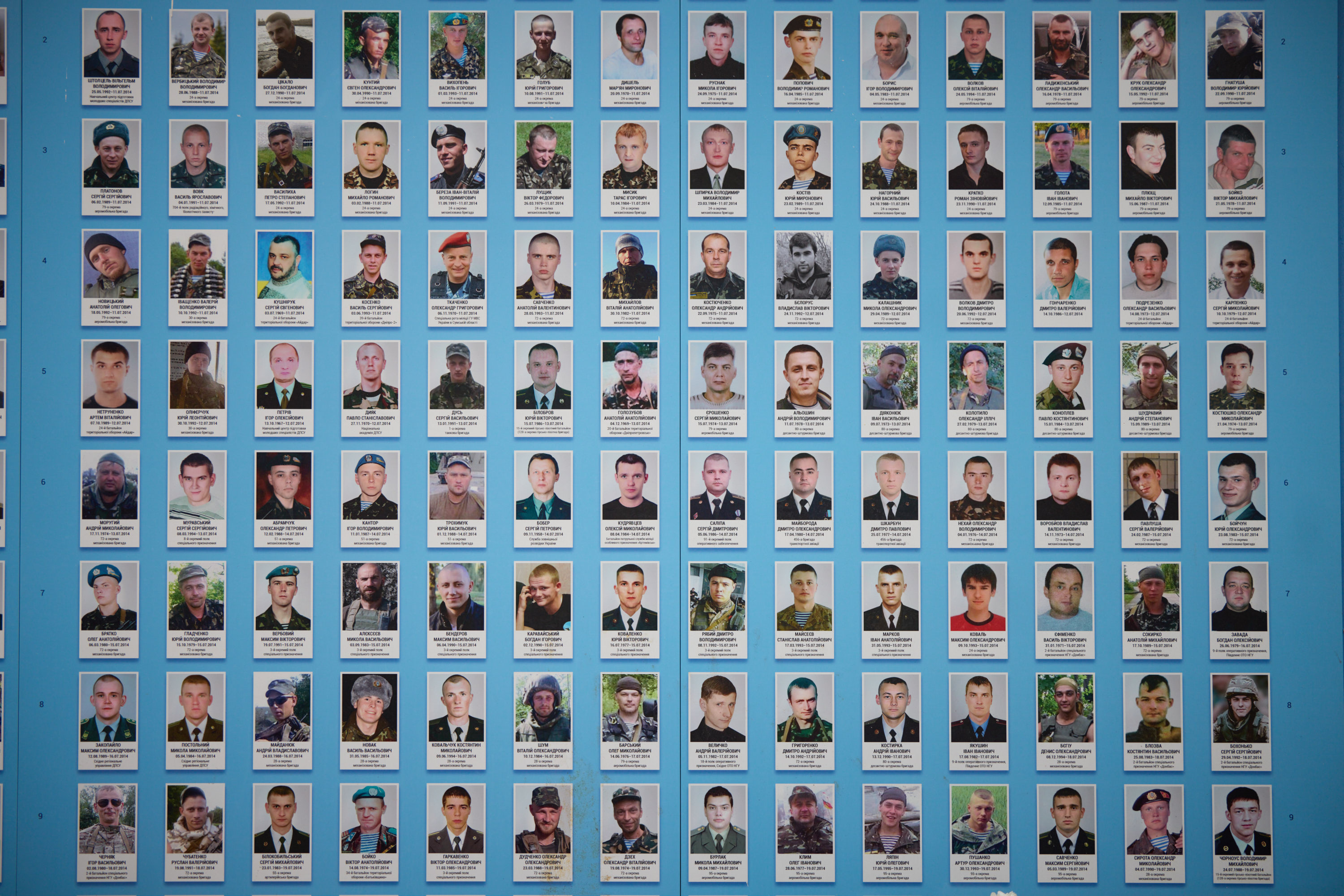
Мурал с изображением украинских солдат, погибших во время войны на Донбассе в 2014 году

Во время прямой линии с Владимиром Путиным в апреле 2015 года он признался, что действительно не верил в возможность начала войны между Россией и Украиной.
В июне 2017 года украинский парламент принял закон о том, что Украина должна стать членом НАТО в приоритетном порядке. В ответ на это заявление пресс-секретарь президента России Дмитрий Песков отметил, что расширение НАТО на восток представляет угрозу для безопасности и баланса сил в Евразийском регионе. Он подчеркнул, что Россия примет все необходимые меры для того, чтобы обеспечить свою безопасность.
14 сентября 2020 год президент Украины Владимир Зеленский подписал новую стратегию национальной безопасности, в которой обозначено стремление страны к тесному сотрудничеству с НАТО с целью вступления в альянс.

### Наращивание военной мощи вокруг Украины
В марте и апреле 2021 года российские Вооружённые силы начали сосредоточивать большое количество военнослужащих и военной техники вблизи границы с Украиной и в Крыму. Это было самое масштабное перемещение войск с момента аннексии Крыма Россией в 2014 году. К июню 2021 года некоторые из этих войск были частично выведены.
В своём эссе, посвящённом историческому единству русских и украинцев, опубликованном 12 июля 2021 года на сайте Kremlin.ru, Путин подчёркивает, что русские, украинцы и белорусы являются одним народом, который исторически формировался как триединая российская нация.
В октябре 2021 года Россия вновь усилила своё военное присутствие вокруг Украины. На этот раз было развёрнуто больше солдат и на новых фронтах. К декабрю более 100 000 российских военнослужащих были сосредоточены вокруг Украины с трёх сторон, включая Беларусь на севере и Крым на юге. Несмотря на усиление военной мощи России, с ноября 2021 года по 20 февраля 2022 года российские официальные лица неоднократно отрицали наличие планов вторжения в Украину.
В начале февраля 2022 года Россия выдвинула ряд требований:
- Запрет НАТО на расширение в сторону России;
- Запрет Украине на вход в состав НАТО;
- Сокращение присутствия и активности НАТО в Восточной Европе[171].

Пресс-секретарь Песков отметил, что в ходе встреч с западными лидерами президент Путин ясно продемонстрировал свою готовность к переговорам.
21 февраля 2022 года Россия официально признала Донецкую Народную Республику и Луганскую Народную Республику.

### Вторжение России в Украину в 2022 году

#### 2022 год

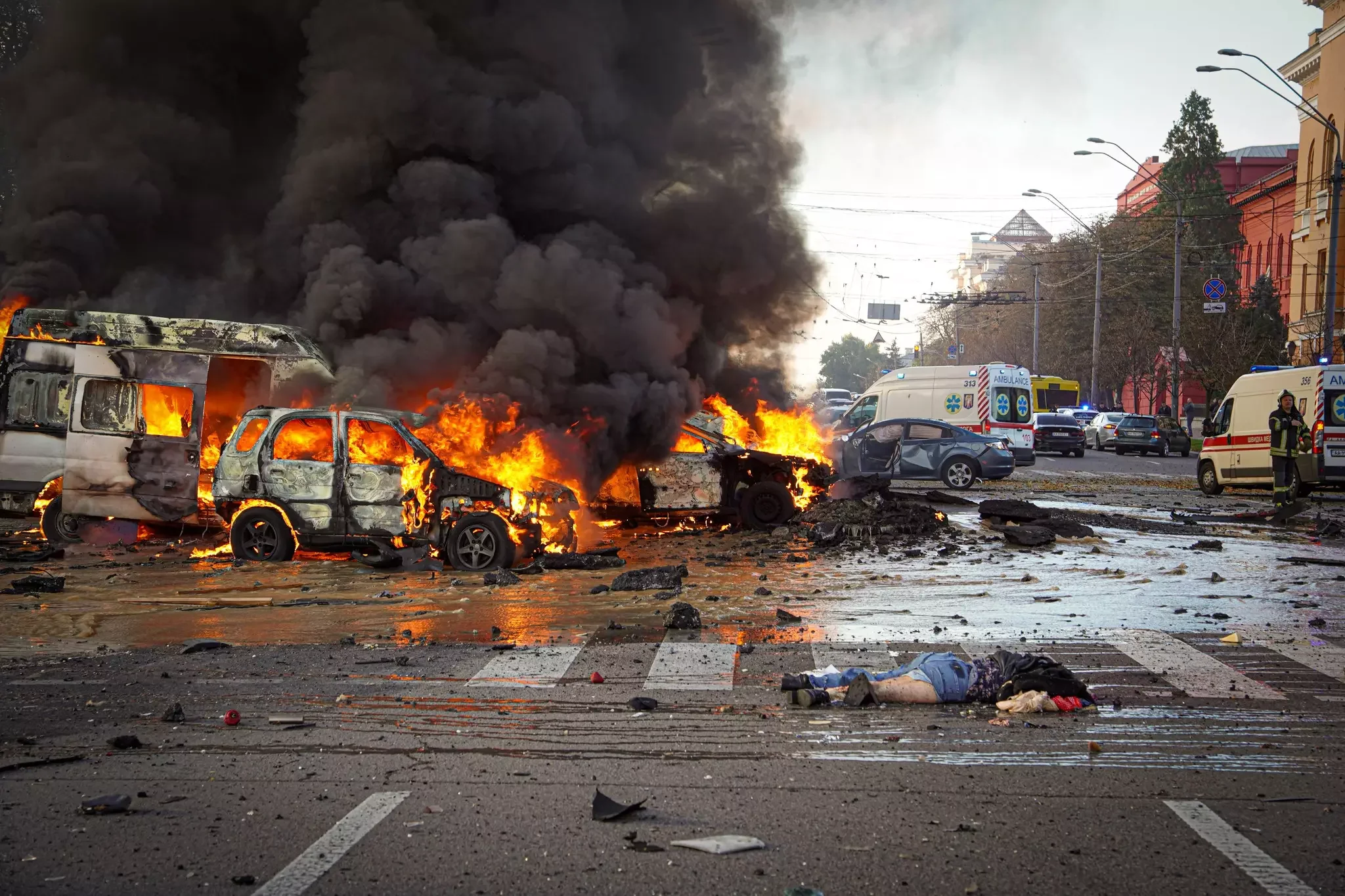
Улицы Киева после российских ракетных ударов 10 октября 2022 года

24 февраля 2022 года Россия начала полномасштабное вторжение на территорию Украины. В своём телеобращении, в котором он объявил о вторжении, Путин создал искажённый образ Украины как неонацистского государства. Путин назвал одной из целей своего вторжения в Украину «денацификацию» страны и заявил, что «неонацисты захватили власть в Украине». Путин также указал на необходимость остановить расширение НАТО на восток как на ещё одну из причин своего вторжения.
17 июня 2022 года на Петербургском международном экономическом форуме президент России Владимир Путин заявил, что Россия не возражает против вступления Украины в ЕС, поскольку это не военный блок, такой как НАТО.

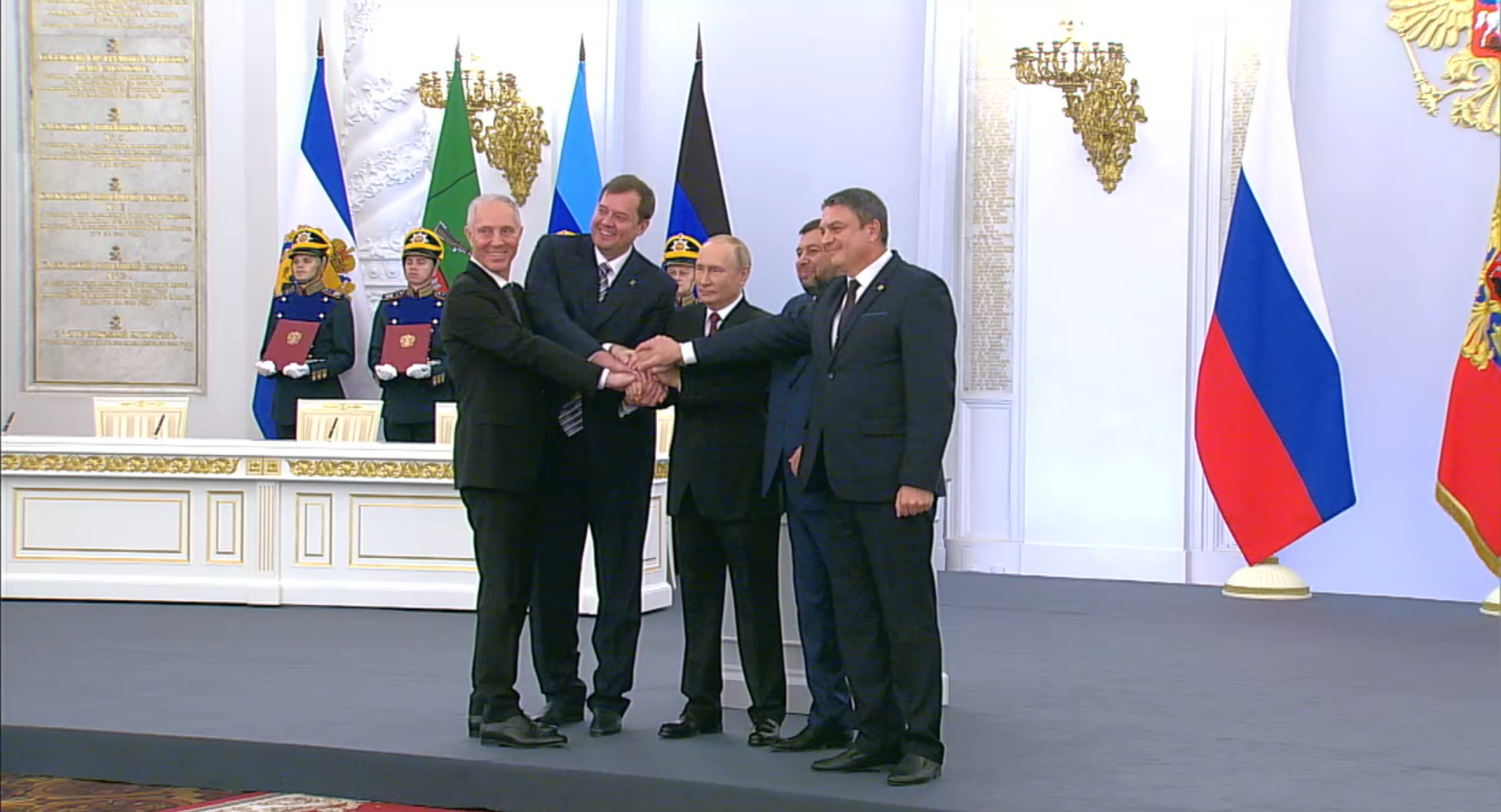
Путин назначил администраторов оккупированных территорий в Украине Владимира Сальдо, Евгения Балицкого, Дениса Пушилина и Леонида Пасечника после аннексии этих территорий 30 сентября 2022 года

21 сентября 2022 года президент Путин объявил о начале мобилизации.
30 сентября 2022 года, на фоне продолжающегося вторжения в Украину, Россия в одностороннем порядке объявила о своей аннексии территорий в четырёх областях Украины: Луганской, Донецкой, Запорожской и Херсонской, а также прилегающих к ним районов. Это произошло несмотря на то, что Россия лишь частично контролировала эти регионы и постепенно утрачивала контроль из-за успешных контрнаступлений украинских войск на юге и востоке страны. В своей речи после официального объявления об аннексии Путин выразил сожаление по поводу Беловежских соглашений 1991 года, которые стали формальным концом Советского Союза. Он также отметил:

Советский Союз ушёл в прошлое, и его не вернуть. Сегодня России это не нужно, и мы не стремимся к этому.

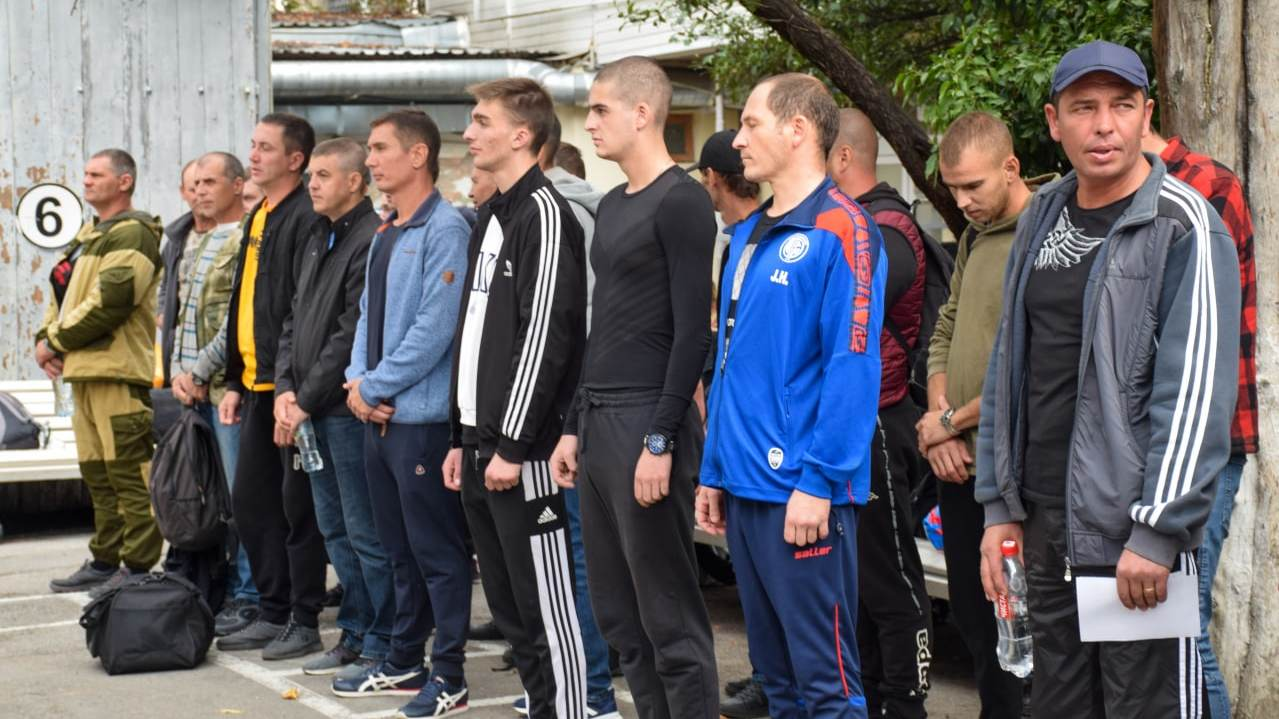
Гражданские лица из оккупированного Крыма призваны в российскую армию во время российской мобилизации 2022 года

#### 2023 год
В телефонном разговоре с президентом Турции Реджепом Тайипом Эрдоганом, который состоялся 5 января 2023 года, Путин заявил, что Россия открыта для серьёзного диалога, но только в том случае, если Украина признает аннексию своих территорий.

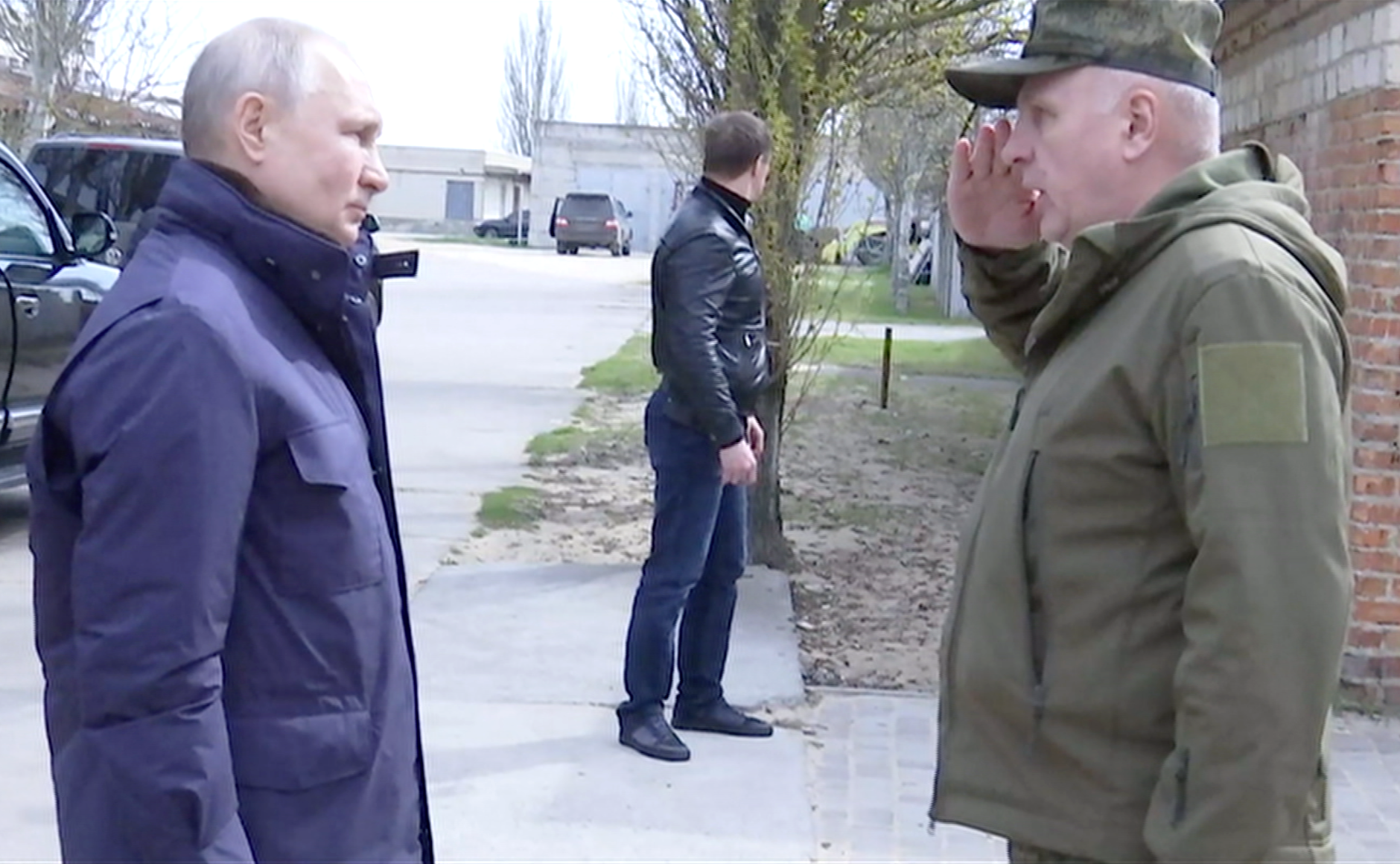
Путин и российский генерал-полковник Олег Макаревич 17 апреля 2023 года во время визита Путина в войска российской армии в Херсонской области

В своем обращении к обеим палатам российского парламента, которое было сделано 21 февраля 2023 года, президент Путин заявил, что «Запад начал перекраивать Украину в антироссийское государство, стремясь отделить эти исторические земли от нашей страны». Также Путин заявил, что Киев и Запад разработали план проведения «карательной операции» в Донбассе незадолго до того, как Россия вмешалась в ситуацию. Путин также заявил, что война велась за право России на существование.
Во время телевизионной встречи с военными блогерами, состоявшейся 13 июня 2023 года, президент России Владимир Путин заявил, что не видит необходимости в дальнейшей мобилизации в стране. По его словам, это было сделано для того, чтобы избежать повторения ситуации, сложившейся во время неудачного наступления на Киев в 2022 году.
В интервью, которое было записано 5 сентября 2023 года и вышло в эфир в беседе с Павлом Зарубиным, президент России Владимир Путин, ссылаясь на президента Украины Владимира Зеленского, высказал мнение, что «западные менеджеры привели к власти в Украине этнического еврея», заявив, что Зеленский оправдывает героизацию нацизма и тех, кто руководил Холокостом на территории Украины.
Во время прямой линии с Владимиром Путиным в декабре 2023 года он сказал, что «мир на Украине наступит только тогда, когда мы достигнем наших целей». Эти «цели не меняются», — подчеркнул он, перечислив «денацификацию, демилитаризацию и нейтральный статус». Он утверждал, что Степан Бандера, лидер Организации украинских националистов, являлся «национальным героем Украины». При этом он вновь вспомнил 98-летнего ветерана СС Хунку. Он заявил, что в 2022 году в России не будет повторной мобилизации. По его словам, в этом нет необходимости. В сентябре 2022 года президент России Владимир Путин, говоря об аннексированных территориях Украины, заявил, что на их развитие и интеграцию в экономическую и социальную жизнь страны ежегодно выделяется более триллиона рублей (11,15 миллиарда долларов). Он также отметил, что ситуация в других регионах России значительно лучше, поскольку киевские власти не уделяли этим территориям должного внимания.

#### 2024 год

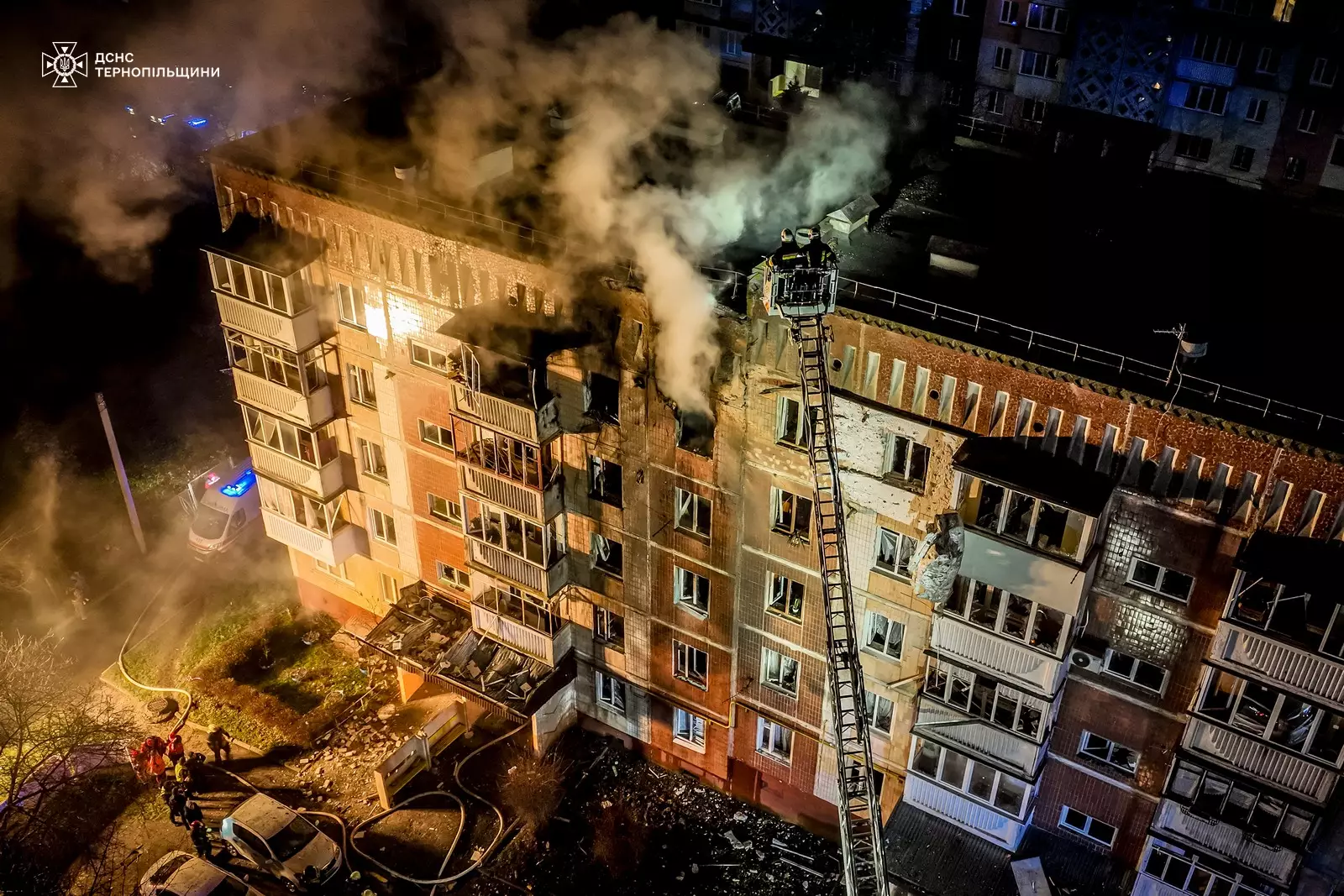
Жилой дом в Тернополе после атаки российского беспилотника 2 декабря 2024 года

Во время своего выступления в Министерстве иностранных дел России 14 июня 2024 года президент Путин озвучил «условия прекращения боевых действий на территории Украины». Он подчеркнул, что Украина должна начать вывод войск с территории Донецкой, Луганской, Херсонской и Запорожской областей, при этом вернувшись в административные границы. Эти границы должны были остаться «такими, какими они были на момент их включения в состав Украины». Также Украина должна была официально объявить об отказе от планов вступления в НАТО. В случае выполнения этих условий, «с нашей стороны немедленно, буквально в тот же момент, будет отдан приказ о прекращении огня и начале переговоров». Он заявил, что суть предложения России заключается не в временном перемирии, а в окончательном разрешении конфликта. Путин заявил, что для достижения мирного урегулирования необходимо, чтобы Украина стала нейтральной и безъядерной страной, а также чтобы были отменены санкции против России. Путин также подчеркнул, что права и свободы русскоязычных граждан на территории Украины должны быть в полной мере защищены. Путин назвал этот план «ещё одним реальным и конкретным мирным предложением». Если Украина и «её союзники» отвергнут его, «это их ответственность, политическая и моральная, за продолжение кровопролития».
Позже в тот же день президент Зеленский дал интервью телеканалу Sky TG24. Он сказал:

Эти сообщения носят ультимативный характер. Это похоже на то, как если бы Гитлер потребовал отдать ему часть Чехословакии, и на этом всё было бы закончено.

## Напряженность в других странах бывшего Советского Союза
Помимо Украины, некоторые другие бывшие советские и посткоммунистические страны также остаются в центре внимания в контексте напряжённых отношений между Западом и Россией. Замороженные конфликты в Грузии и Молдове были основными спорными территориями, поскольку в обеих странах есть регионы, которые откололись от основной части и выступают за присоединение к России. Балтийское море и другие регионы также стали источником напряжённости в отношениях между Россией и Западом. Аннексия Крыма усилила опасения, что Россия может попытаться изменить границы Восточной Европы.

### Грузия и Кавказ

Кавказский регион

С середины 2000-х годов Грузия стремилась к более тесному взаимодействию с западными странами, в то время как Россия активно возражала против расширения западных институтов до своих южных границ. Грузия имеет давние связи с Российской Федерацией, так как была республикой в составе Советского Союза, а в 1801 году вошла в состав Российской империи. В 2003 году "Революция роз" вынудила президента Грузии Эдуарда Шеварднадзе уйти в отставку. Будучи лидером Коммунистической партии Грузии в период её вхождения в состав Советского Союза, Шеварднадзе руководил страной на протяжении большей части первого десятилетия её независимости.
Михаил Саакашвили, сменивший Шеварднадзе на посту президента Грузии, стремился к более тесным связям с Западом. Во времена правления президента Джорджа У. Буша Соединённые Штаты были полны решимости пригласить Украину и Грузию в НАТО. Однако планы по вступлению Грузии в Альянс столкнулись с серьёзным противодействием со стороны других членов организации и России. В ответ на возможное расширение НАТО Россия в 2008 году спровоцировала дипломатический кризис между Россией и Грузией, отменив санкции СНГ в отношении Абхазии и Южной Осетии. Хотя Организация Объединённых Наций считает эти территории частью Грузии, с момента распада Советского Союза они стремились к независимости и получили решительную поддержку со стороны России.
В августе 2008 года началась российско-грузинская война, в ходе которой Грузия и Россия столкнулись за влияние в Южной Осетии. Многие страны Запада резко осудили Россию за участие в этом конфликте, и он привел к усилению напряженности в отношениях между НАТО и Россией.
Война завершилась односторонним выводом российских войск из некоторых грузинских территорий. Однако некоторые районы Грузии по-прежнему остаются под контролем российских войск. В ноябре 2014 года российско-абхазский договор вызвал обеспокоенность у Грузии и многих западных стран. Они опасались, что Россия может предпринять попытку аннексии Абхазии по примеру Крыма. Грузия по-прежнему стремится к интеграции с западными странами. Грузия имеет стратегическое значение для Европейского союза, поскольку открывает для ЕС доступ к нефти из Азербайджана и Центральной Азии, не требуя при этом использования российских трубопроводов.
Помимо Грузии, в противостояние между Россией и Западом вовлечены ещё два государства Кавказа — Армения и Азербайджан. Эти страны имеют давние исторические и территориальные разногласия, в частности, о контроле над Нагорным Карабахом. Армения тесно связана с Россией, в то время как Азербайджан поддерживает тесные отношения с Соединёнными Штатами и Турцией, которые являются членами НАТО. Однако у НАТО также есть связи с Арменией, и обе страны рассматриваются как потенциальные будущие члены организации. Армения вела переговоры о заключении соглашения об ассоциации с Европейским союзом. Однако, подобно Украине, в 2013 она решила отказаться от этого соглашения. В следующем году Армения приняла решение о вступлении в Евразийский экономический союз — зону свободной торговли, поддерживаемую Россией и нацеленную на конкуренцию с Европейским союзом. Тем не менее, армянские лидеры также активно работали над тем, чтобы заключить соглашение о свободной торговле с Европейским союзом.

### Молдова

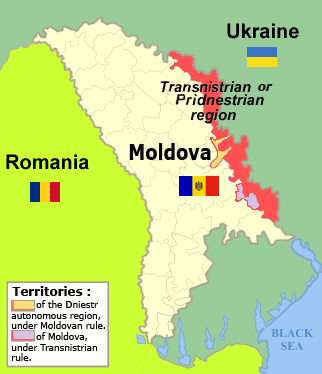
Приднестровье - это отколовшаяся территория в Молдове

Как и Украина, Молдова столкнулась с внутренними разногласиями по поводу своих отношений с Западом и Россией. Одни выступают за укрепление связей с ЕС, включая возможное вступление в него, в то время как другие поддерживают тесные отношения с Россией, включая интеграцию в Евразийский союз, поддерживаемый Москвой. Подобно Украине, Молдова была частью Советского Союза, хотя до Второй мировой войны она находилась в составе Румынии, а в 1940 году была присоединена к СССР. В мае 2014 года Молдова заключила крупное торговое соглашение с ЕС, что вызвало недовольство со стороны России и привело к усилению давления на молдавскую экономику, которая сильно зависит от денежных переводов из России.
На парламентских выборах, которые прошли в Молдове в 2014 году, победу одержал альянс партий, выступающих за интеграцию с западными странами. Молдова также является родиной Приднестровья, региона, который отделился от основной части страны. Наряду с Абхазией, Южной Осетией и Нагорным Карабахом, Приднестровье входит в состав Сообщества за демократию и права наций. В 2014 году в Приднестровье состоялся референдум, на котором жители высказались за присоединение к Евразийскому экономическому союзу. На 2025 год, Россия оказывает значительное влияние на регион. Наращивание российских войск на границе с Украиной вызвало опасения у командующего НАТО Филипа Бридлава. Он предположил, что Россия может предпринять попытку нападения на Молдову и оккупировать Приднестровье.

## Страны Балтии и Скандинавии

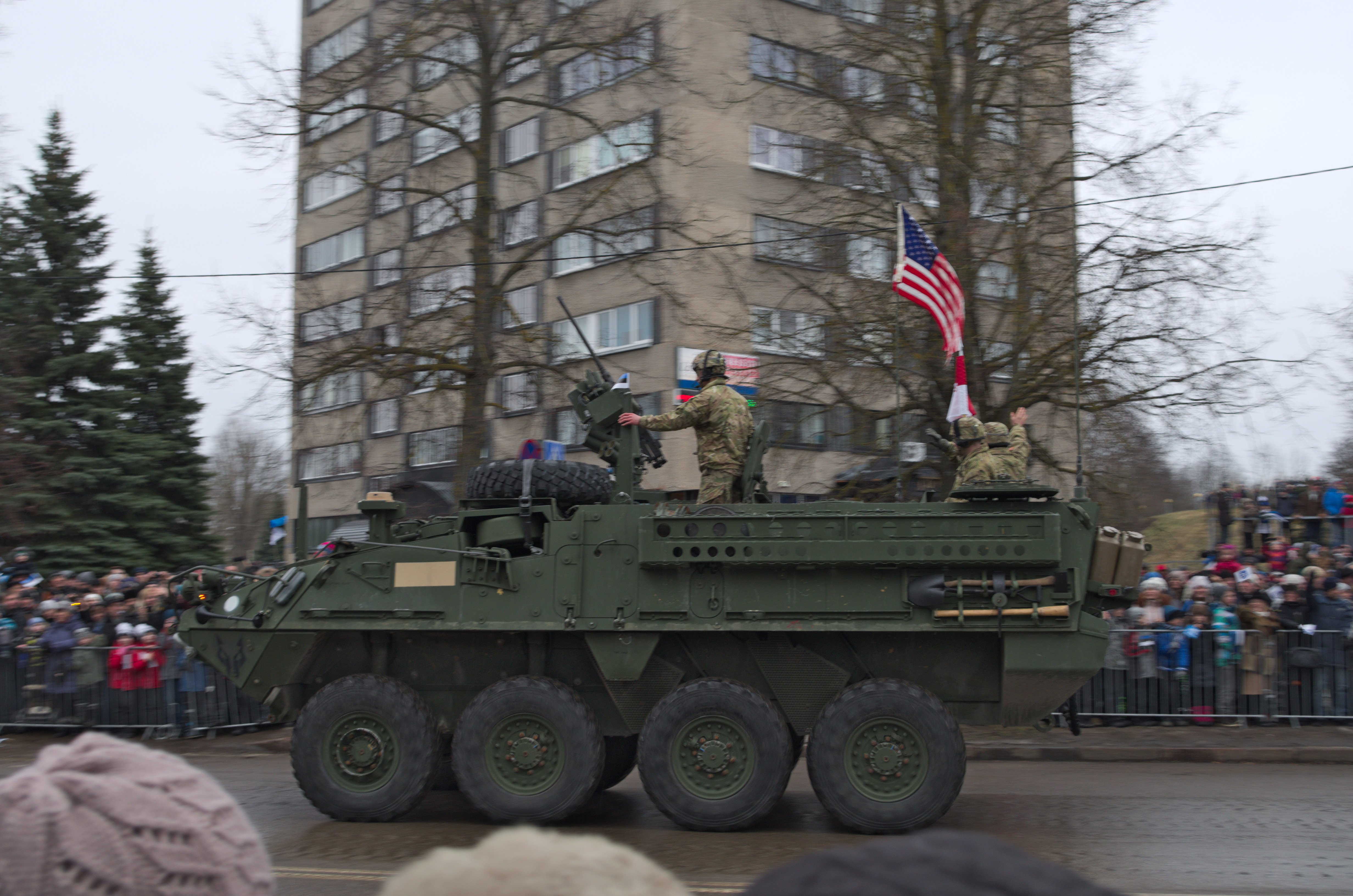

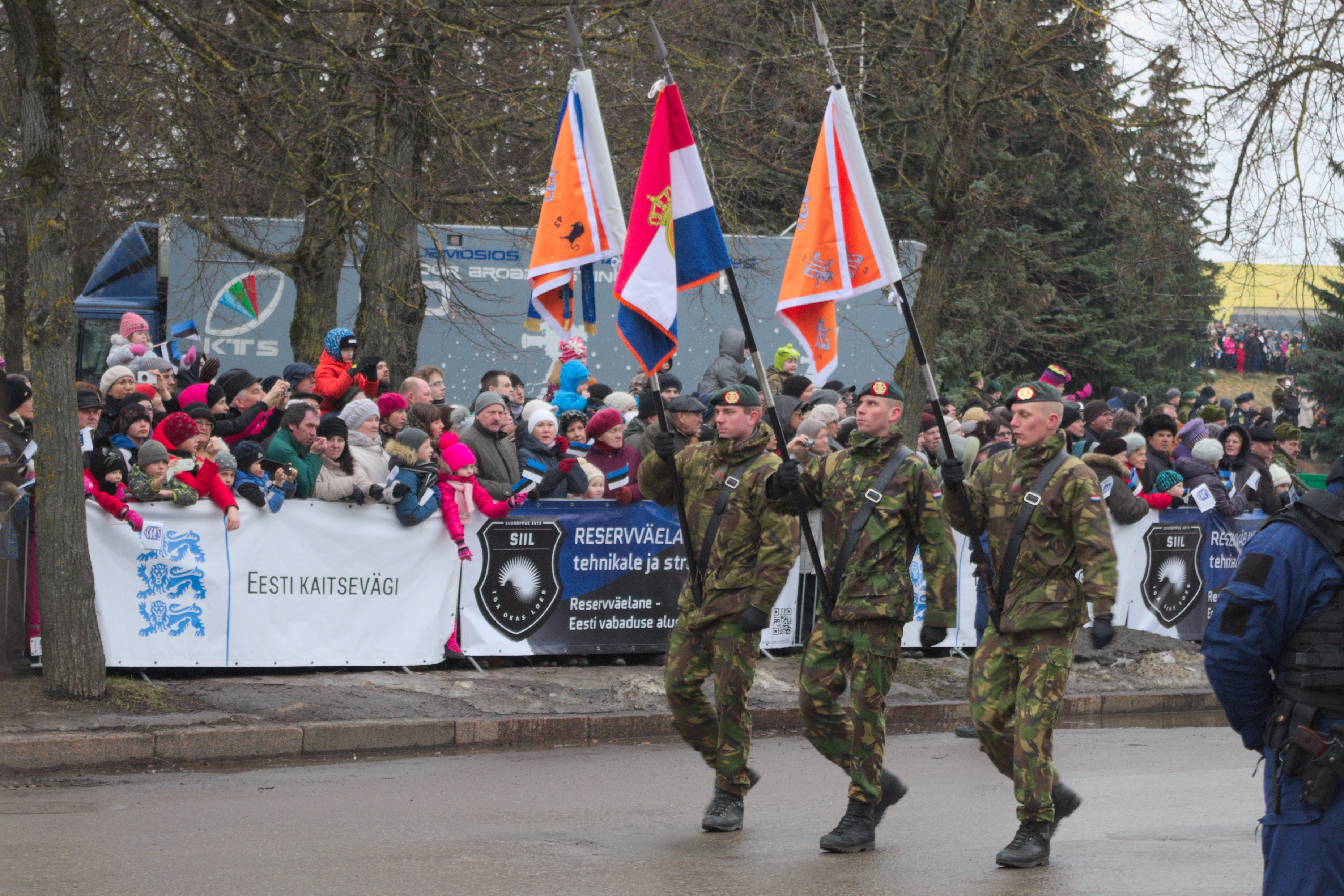
В день независимости Эстонии в городе Нарва, в нескольких метрах от границы с Россией, был проведен военный парад НАТО в ответ на события на Украине. В церемонии приняли участие эстонские, литовские, латвийские, испанские, голландские, британские и американские военнослужащие и их транспортные средства.

Прибалтийские государства, такие как Эстония, Литва и Латвия, которые входят в состав НАТО, с тревогой следят за передвижениями и действиями российских военных. Все три страны, которые до 1918 года были частью Российской империи, были присоединены к Советскому Союзу в 1940 году в рамках пакта Молотова–Риббентропа. В 2004 году российские лидеры были особенно обеспокоены их вступлением в НАТО и ЕС. В 2014 году страны Балтии сообщили о нескольких случаях вторжения в их воздушное пространство российских военных самолётов.

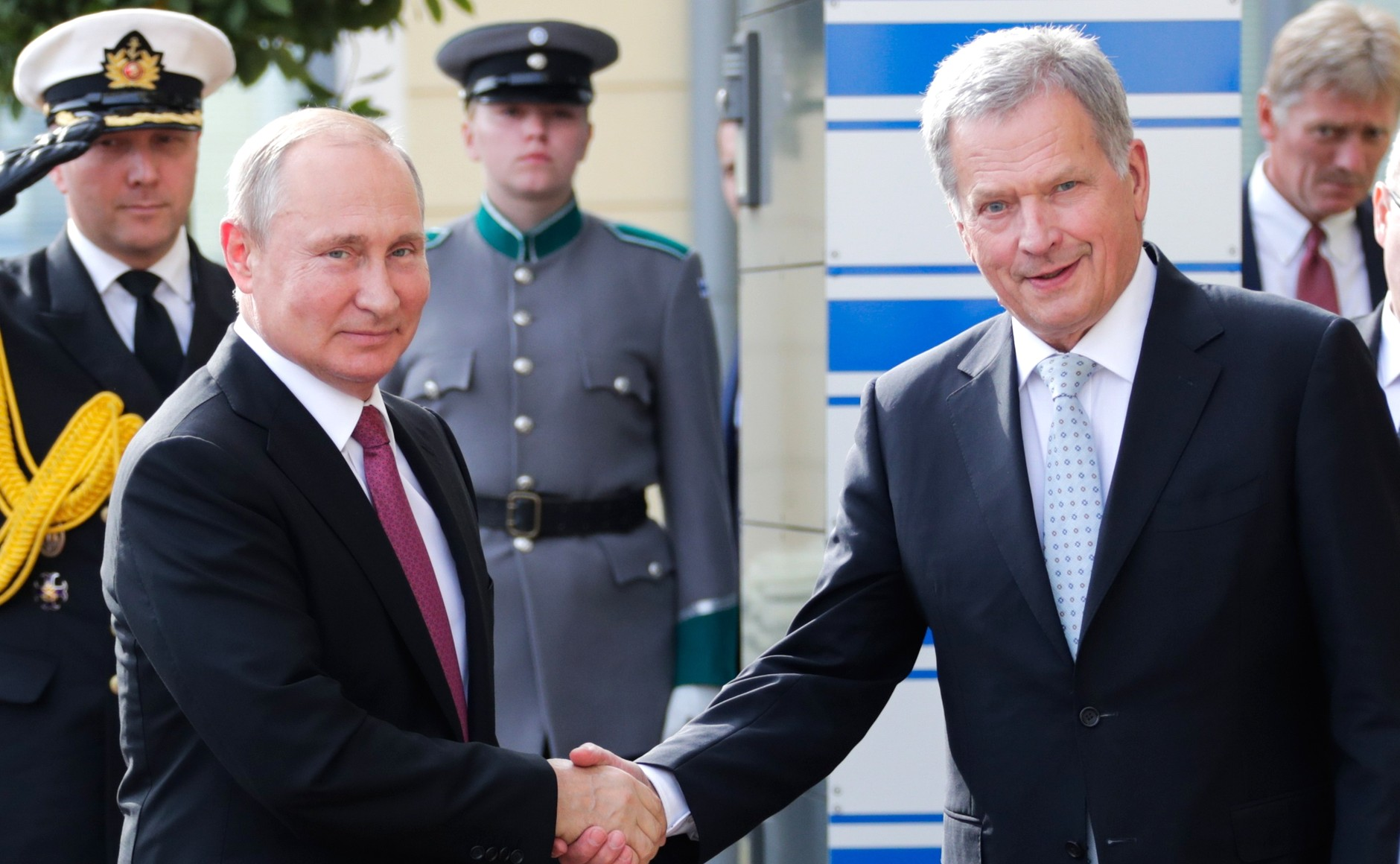
Встреча Путина с президентом Финляндии Саули Ниинистё в Хельсинки, 21 августа 2019 года

Напряженность усилилась после того, как российские спецслужбы пересекли границу Эстонии и задержали офицера службы внутренней безопасности Эстона Кохвера. В октябре 2014 года Швеция начала поиски иностранной подводной лодки, которая проникла в её территориальные воды. Подозрения о том, что это была российская субмарина, усилили беспокойство в странах Балтии. Однако позже шведские вооружённые силы признали, что предполагаемое обнаружение российской подводной лодки оказалось всего лишь «рабочим катером». На фоне напряжённой обстановки в Прибалтике и других частях мира соседние Швеция и Финляндия, которые долгое время придерживались нейтралитета, открыто обсудили возможность вступления в НАТО. Из-за российского вторжения Швеция и Финляндия начали переговоры о вступлении в НАТО.
В начале апреля 2015 года британская пресса, ссылаясь на неофициальные источники в российских военных и разведывательных кругах, опубликовала информацию о том, что Россия готова применить любые меры, включая использование ядерного оружия, чтобы предотвратить переброску дополнительных сил НАТО в страны Балтии.

## Отношения с Австралией, Латинской Америкой и другими странами

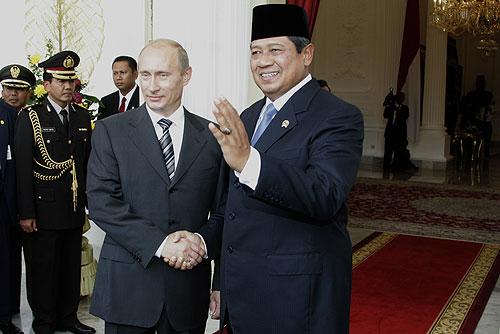
Путин в Индонезии встретился с президентом Сусило Бамбангом Юдойоно для подписания оборонного соглашения

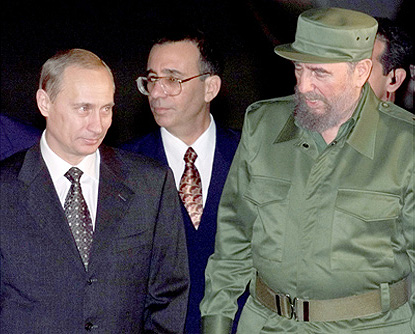
Путин с Фиделем Кастро в 2000 году

У президента России Владимира Путина и его преемника Дмитрия Медведева были тёплые отношения с президентом Венесуэлы Уго Чавесом. Эти отношения во многом были обусловлены продажей российской военной техники. С 2005 года Венесуэла приобрела у России вооружений на сумму более 4 миллиардов долларов. В сентябре 2008 года Россия отправила бомбардировщики Ту-160 в Венесуэлу для проведения учебных полётов. В декабре 2008 года обе страны провели совместные военно-морские учения в Карибском море. Ранее, в 2000 году, Владимир Путин восстановил более тесные связи с Кубой, которую тогда возглавлял Фидель Кастро. Президент России Владимир Путин и преемник на посту президента Венесуэлы Николас Мадуро продолжали поддерживать хорошие отношения, а затем произошел разрыв связей между Венесуэлой и НАТО, а также Европейским союзом после заявлений о фальсификациях на президентских выборах 2018 года. В декабре 2018 года Россия и Венесуэла в очередной раз провели совместные военные учения. В 2020 году телеканал CNBC сообщил, что Россия является главным геополитическим союзником Венесуэлы.
В 2022 году Куба и Венесуэла высказали поддержку российскому вторжению в Украину.
В сентябре 2007 года президент Путин посетил Индонезию, став первым российским лидером, который побывал в этой стране за более чем 50 лет. В том же месяце президент Путин также принял участие в саммите АТЭС, который проходил в Сиднее, Австралия. Там он встретился с премьер-министром Австралии Джоном Говардом и подписал соглашение о торговле ураном. Это был его первый визит в Австралию.

## Энергетическая политика
Российская экономика во многом зависит от экспорта природных ресурсов, таких как нефть и природный газ. Страна использует эти ресурсы в своих политических целях. Тем временем США и другие западные страны прилагают усилия, чтобы уменьшить зависимость Европы от России и её ресурсов.
С середины 2000-х годов между Россией и Украиной возникло несколько конфликтов, в ходе которых Россия угрожала прекратить поставки газа. Поскольку значительная часть российского газа экспортируется в Европу через трубопроводы, проходящие через Украину, эти конфликты также затронули несколько других европейских стран. При Владимире Путине были предприняты особые усилия, направленные на установление контроля над европейским энергетическим сектором.
Благодаря влиянию России проект трубопровода Nabucco, который должен был поставлять природный газ из Азербайджана в Европу, был отменён. Вместо него было решено построить «Южный поток». Однако впоследствии и «Южный поток» был отменён. Россия также стремилась к созданию Евразийского экономического союза, который объединил бы её с другими странами постсоветского пространства.
Как и многие другие страны, российская экономика испытала на себе последствия Великой рецессии. После того как Российская Федерация аннексировала Крым, ряд государств, включая большинство стран НАТО, ввели санкции против России. Эти санкции нанесли ущерб российской экономике, ограничив доступ к капиталу. В то же время мировые цены на нефть упали. В 2014 и последующие годы финансовый кризис в России усугубился из-за сочетания международных санкций и падения цен на сырую нефть. В качестве меры, направленной на обхождение санкций, Россия и Китай заключили соглашение о линии обмена ликвидностью центрального банка на сумму 150 миллиардов юаней. Это позволило им избежать ограничений, введенных США. Кроме того, была достигнута договорённость о сделке на сумму 400 миллиардов долларов, которая предполагает поставку природного газа в Китай в течение следующих 30 лет.